# Moldavia
La Moldavia (in romeno Moldova) ufficialmente Repubblica di Moldavia (in romeno Republica Moldova), è uno Stato dell'Europa orientale racchiuso tra Romania e Ucraina, senza sbocco sul mare. La capitale è la città di Chișinău.
La popolazione a gennaio 2024 ammonta a circa 2 milioni 433 mila abitanti. La Repubblica di Moldavia corrisponde grossomodo alla regione storica della Bessarabia mentre corrisponde solo a metà del più ampio territorio della Moldavia storica, l'altra metà della quale si trova in Romania. La Moldavia fu per molto tempo un principato autonomo, il Principato di Moldavia, a lungo tributario dell'Impero ottomano, fino al 1812 quando venne spartita fra Turchi, Russi (la Bessarabia) e Austriaci (la Bucovina). Nel febbraio 1918, alla fine della prima guerra mondiale, entrò a far parte del Regno di Romania fino al 1940, quando fu occupata dall'Unione Sovietica nell'ambito del patto Molotov-Ribbentrop. Durante la seconda guerra mondiale fu occupata dalle truppe dell'Asse per poi essere reintegrata nell'URSS e trasformata in una Repubblica Socialista Sovietica. La Bessarabia meridionale, o Bessarabia storica, fu assegnata alla RSS Ucraina, facendo perdere alla RSS Moldava lo sbocco sul mare. Alla dissoluzione dell'Unione Sovietica, la Moldavia dichiarò l'indipendenza il 27 agosto del 1991.
La Moldavia non controlla il territorio secessionista della riva orientale del fiume Dnestr (la Transnistria), che nel settembre 1990, prima della dichiarazione d'indipendenza della Moldavia, ha unilateralmente dichiarato la propria indipendenza come Repubblica Moldava della Transnistria. La Transnistria è al centro di un contenzioso territoriale tra la Moldavia, che ne rivendica la sovranità, e la repubblica separatista che gode del supporto della Russia.
La Moldavia è una repubblica parlamentare, il cui capo di Stato è Maia Sandu, eletta il 15 novembre 2020 e in carica dal 23 dicembre successivo. Dall'indipendenza la Moldavia è ufficialmente uno Stato neutrale. Dal 23 giugno 2022 ha ottenuto lo status di Paese candidato per entrare a far parte dell'Unione europea.
Il 5 dicembre 2013 la Corte costituzionale ha deciso che la Dichiarazione d'indipendenza che proclama lingua ufficiale il rumeno non viola l'articolo 13 della Costituzione che prevedeva il moldavo (termine che di fatto definisce la lingua romena) come lingua ufficiale, ma anzi prevale su di esso. L'attuale versione della Costituzione riporta esplicitamente il rumeno come lingua nazionale..

## Storia

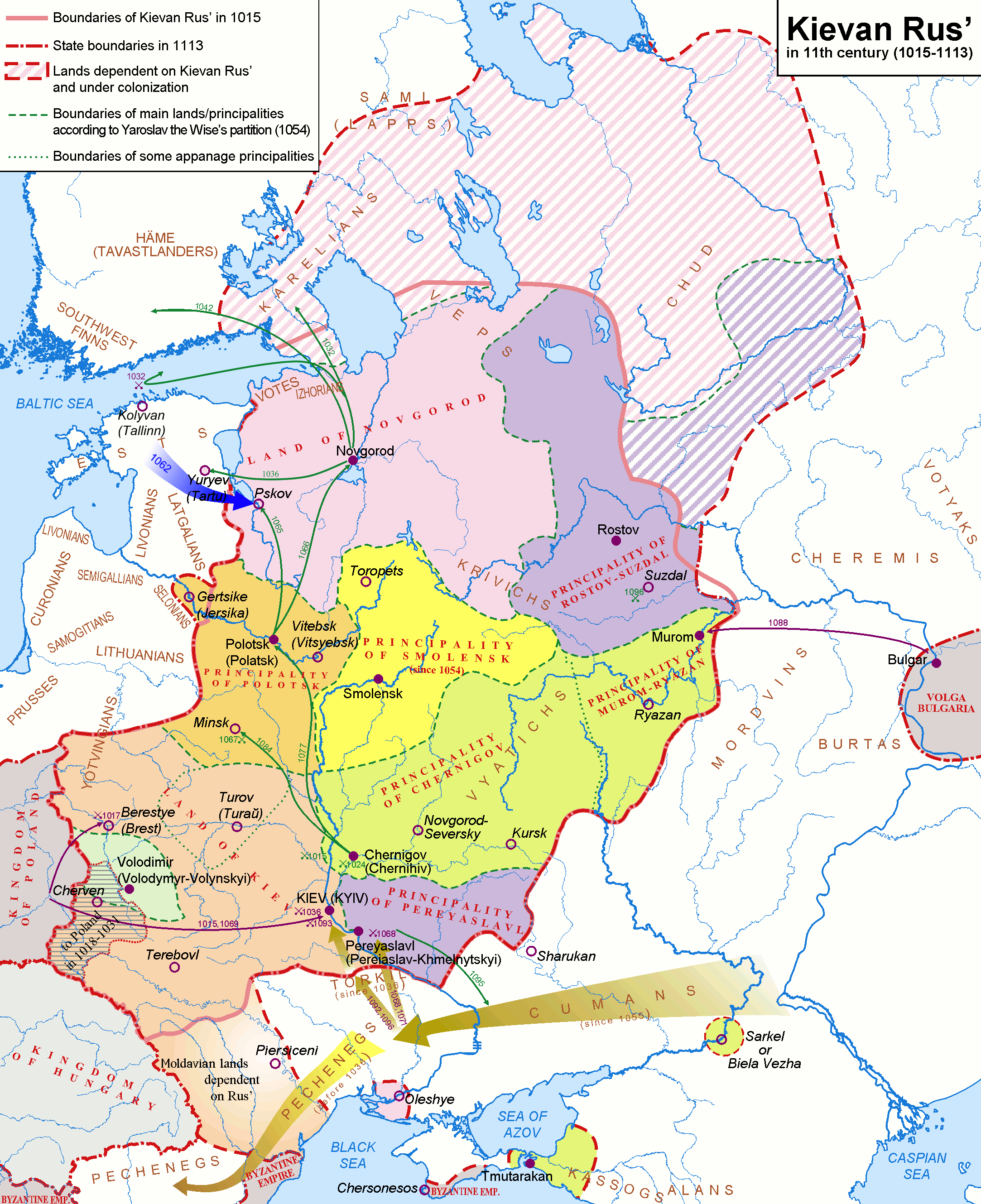
Rus' di Kiev dal 1015 al 1113

La popolazione moldava discende parzialmente dai Daci, i quali entrarono a far parte dell'Impero romano nel 106. Nel secolo e mezzo successivo si fusero con i conquistatori, adottandone la lingua. Dopo l'abbandono dei Romani a partire dal 270 a causa delle costanti pressioni dei Goti, subirono una serie di invasioni da parte di Unni, Avari, Magiari, Bulgari, Tartari e Mongoli.
All'inizio del X secolo il territorio dell’odierna Moldavia divenne parte della Rus' di Kiev, la quale si stava espandendo verso il Mar Nero. Per più di tre secoli, fino alle invasioni mongole, l'area rimase una terra di confine del regno, abitata principalmente da alcune fra le prime tribù slave orientali come Ulici e Tiverzi e oggetto delle costanti invasioni dei Peceneghi. La regione era periodicamente o sotto il governo diretto o sotto la sfera di influenza del Principato di Halyč.
Dopo la disfatta dei Mongoli nel 1343 la regione fu compresa nel Principato di Moldavia, che nel 1392 controllava le fortezze di Cetatea Albă e Chilia e aveva stabilito il confine orientale sul fiume Nistro (Nistru in rumeno), sulla cui sponda vennero edificate nel secolo successivo le fortezze di Soroca e Tighina.
Il principato raggiunse la massima fioritura sotto il regno di Ștefan cel Mare (Stefano il Grande, 1457-1504). Nel 1484 la zona costiera a nord del Danubio venne conquistata dall'Impero ottomano ("Bessarabia storica"). E nel 1497 venne combattuta la guerra polacco-moldava. Il Principato di Moldavia divenne tributario dell'Impero ottomano già nel 1504, vassallo nel 1538.
Nel 1775 l'Impero austriaco occupò la parte nord-occidentale (Bucovina) e nel 1812 l'Impero russo occupò la metà orientale del principato (Bessarabia). Nel 1859, Alexandru Ioan Cuza unì la restante parte occidentale del Principato di Moldavia e la Valacchia nel Regno di Romania. Dopo la prima guerra mondiale, Transilvania, Bucovina e Bessarabia furono riunite alla Romania.

Bandiera della Repubblica Democratica Moldava

A seguito del Patto Molotov-Ribbentrop del giugno 1940, l'Armata Rossa entrò in Bessarabia che fu così annessa all'Unione Sovietica come parte della Repubblica Socialista Sovietica di Moldova (precedentemente costituita a partire dal territorio della RSS Ucraina, oggi corrispondente alla regione di Transnistria). Parte dell'annessione furono anche la Bucovina settentrionale, il territorio di Herța, e la fascia costiera sino al delta del Danubio, acquisizioni non previste dai protocolli segreti del patto (che parlavano esplicitamente della sola Bessarabia come zona di interesse sovietico). Parte dei territori annessi entrarono sotto la giurisdizione della RSS Ucraina, il resto andò a costituire la Repubblica Socialista Sovietica Moldava unendosi alla preesistente Repubblica Autonoma Moldava.
Nel 1941 la Romania entrò in guerra a fianco delle Potenze dell'Asse, riprendendo così il controllo di Bessarabia e Bucovina. A partire dal 20 agosto del 1944, sconfitto Antonescu, questi territori furono riconquistati dall'Armata Rossa e nuovamente annessi alla Repubblica Socialista di Moldavia. Con un nuovo trattato di pace e con l'avvento della guerra fredda, l'Unione Sovietica stabilì una base militare sull'Isola dei Serpenti; la Repubblica socialista sovietica moldava fu ristabilita con i confini del 1940 che la privavano dello sbocco sul Mar Nero nell'area corrispondente a Bilhorod-Dnistrovs'kyj (Cetatea Albă).
A partire dal 1969 si sviluppò a Chișinău un "Fronte Nazionale Patriottico" clandestino, che auspicava la creazione di una "Repubblica Democratica Moldava", separata dall'Unione Sovietica con la recondita aspirazione di un'annessione alla Romania. I tre leader del Fronte (Alexandru Usatiuc-Bulgar, Gheorghe Ghimpu e Valeriu Graur) vennero arrestati nel 1971.
Nel febbraio del 1988 si ebbe a Chișinău una dimostrazione nella quale si chiedeva l'uso ufficiale della lingua moldava in sostituzione del russo, utilizzo che venne sancito il 31 agosto 1989. Nel 1990 si tennero le prime elezioni per il parlamento, elezioni che furono vinte dal "Frontul Popular", il cui leader, Mircea Druc costituì il primo governo. La repubblica sovietica divenne prima "Repubblica Socialista Sovietica Moldava" e quindi "Repubblica Moldava", divenuta indipendente il 27 agosto del 1991, con i confini stabiliti nel 1940.

### L'indipendenza e le conseguenze

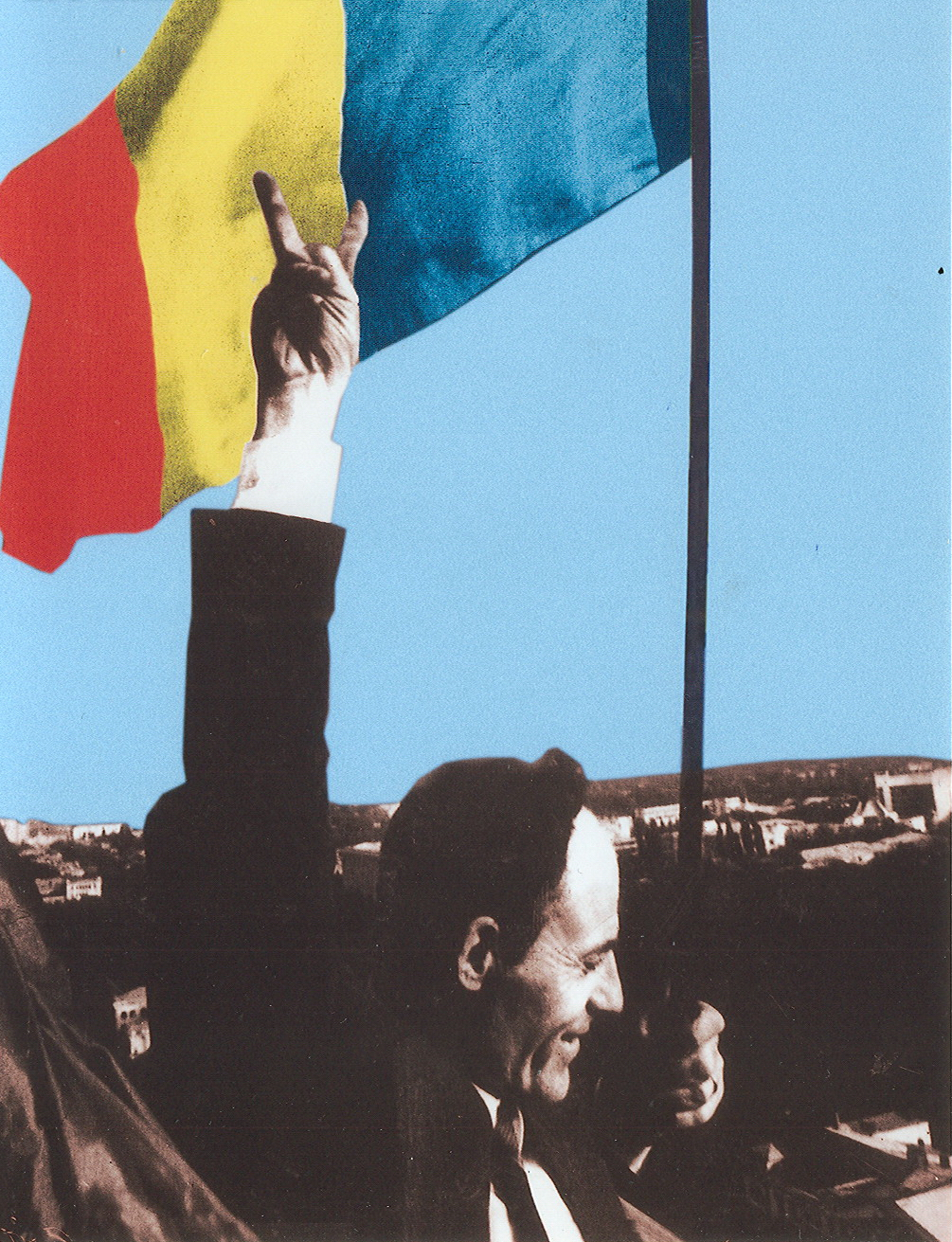
Il 27 aprile 1990 il deputato Gheorghe Ghimpu sostituisce la bandiera sovietica del Parlamento con la bandiera moldava

Le prime elezioni democratiche per il Parlamento locale si tennero nel febbraio e marzo 1990. Mircea Snegur venne eletto Presidente del Parlamento e Mircea Druc fu nominato Primo ministro. Il 23 giugno 1990, il Parlamento adottò la Dichiarazione di Sovranità della "Repubblica Socialista Sovietica Moldava", che, tra le altre cose, stabiliva la supremazia delle leggi moldave su quelle dell'Unione Sovietica. Dopo il fallimento del tentativo di colpo di Stato sovietico del 1991, la Moldavia dichiarò la propria indipendenza il 27 agosto 1991.
Il 21 dicembre dello stesso anno, la Moldavia, insieme alla maggior parte delle altre repubbliche sovietiche, firmò l'atto costitutivo della Comunità degli Stati Indipendenti (CSI) post-sovietica. La Moldavia ha ricevuto il riconoscimento ufficiale il 25 dicembre. Il 26 dicembre 1991, l'Unione Sovietica cessò di esistere. Dichiarandosi uno Stato neutrale, la Moldavia non aderì al ramo militare della CSI. Tre mesi dopo, il 2 marzo 1992, il Paese ottenne il riconoscimento formale di Stato indipendente presso le Nazioni Unite. Nel 1994, la Moldavia entrò a far parte del Partenariato per la pace della NATO e il 29 giugno 1995 divenne membro del Consiglio d'Europa.

### La Transnistria separatista
Nella regione a est del fiume Dniestr, la Transnistria, che comprende un'ampia percentuale di slavi orientali prevalentemente russofoni di origine ucraina (28%) e russa (26%) (complessivamente il 54% nel 1989), il 16 agosto 1990 proclamò l'istituzione di una Repubblica socialista sovietica moldava Pridnestrova indipendente, con capitale Tiraspol. Nell'inverno 1991-1992 si verificarono scontri tra le forze della Transnistria, sostenute da elementi della 14ª Armata della Guardia (facente parte dell'esercito sovietico, divenuto russo), e la polizia moldava. Tra il 2 marzo e il 26 luglio 1992, il conflitto degenerò in un impegno militare. Si trattò di una breve guerra tra le forze moldave e quelle separatiste della Transnistria, con l'intervento militare russo a sostegno della Transnistria. L'intervento bellico si concluse con un cessate il fuoco e l'istituzione di una zona di sicurezza sorvegliata da una forza di pace tripartita composta da personale russo, transnistriano e moldavo.

### Economia di mercato (1992)
Il 2 gennaio 1992, la Moldavia introdusse l'economia di mercato, liberalizzando i prezzi, cosa che provocò una rapida inflazione. Dal 1992 al 2001, il Paese subì una grave crisi economica che condusse la maggior parte della popolazione al di sotto della soglia di povertà. Nel 1993, il governo moldavo introdusse una nuova valuta nazionale, il leu moldavo, in sostituzione del cupon moldavo, la valuta temporanea che dal 1992 aveva sostituito il rublo sovietico. L'economia moldava iniziò a mutare nel 2001; fino al 2008, il Paese registrò una crescita annuale costante tra il 5% e il 10%. I primi anni 2000 videro anche una notevole crescita dell'emigrazione di moldavi in cerca di lavoro in Russia (soprattutto nella regione di Mosca), Italia, Portogallo, Spagna; le rimesse dei moldavi all'estero rappresentarono quasi il 38% del PIL moldavo, la seconda percentuale più alta al mondo, dopo il Tagikistan (45%).

### Elezioni: 1994-2009

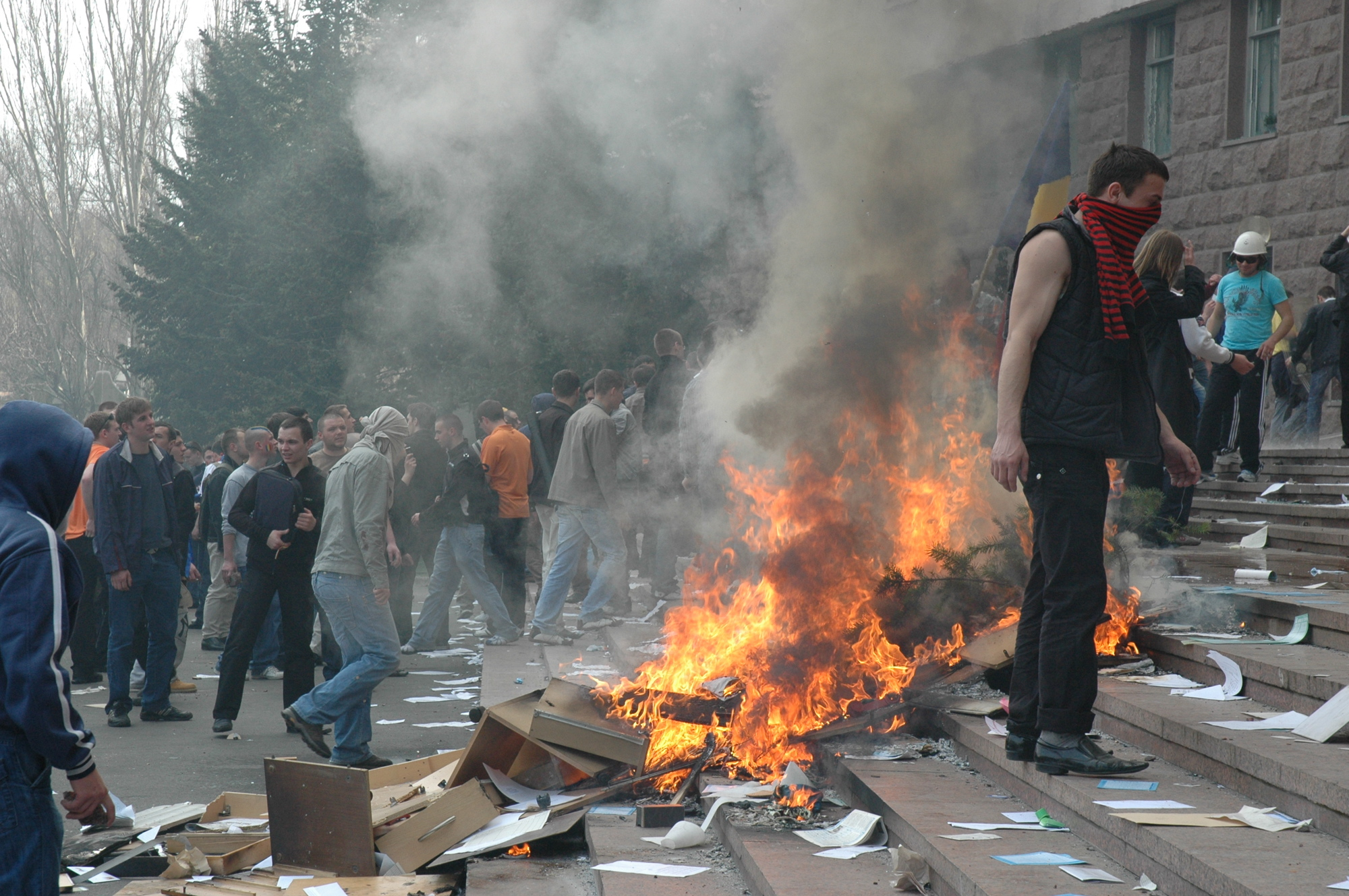
Proteste davanti all'edificio del Parlamento nel 2009

Alle elezioni parlamentari del 1994, il Partidul Democrat Agrar (clandestino sotto il regime sovietico) ottenne la maggioranza dei seggi, segnando una svolta nella politica moldava. Con il Fronte Popolare nazionalista ora in minoranza parlamentare, fu possibile adottare nuove misure volte a moderare le tensioni etniche nel Paese. I piani del movimento per l'unificazione della Romania e della Moldavia furono abbandonati e la nuova Costituzione, promulgata il 29 luglio 1994, concesse l'autonomia alla Transnistria e alla Gagauzia. Il 23 dicembre 1994, il Parlamento moldavo adottò una "Legge sullo status giuridico speciale della Gagauzia" che permise la costituzione dell'ente territoriale autonomo della Gagauzia dal 1995.
Dopo aver vinto le elezioni presidenziali del 1996, il 15 gennaio 1997 Petru Lucinschi, ex primo segretario del Partito Comunista Moldavo nel 1989-91, divenne il secondo presidente del Paese (1997-2001), succedendo a Mircea Snegur (1991-1996). Nel 2000, la Costituzione venne emendata, trasformando la Moldavia in una repubblica parlamentare; venne introdotta l'elezione indiretta della carica di Presidente della Repubblica, in luogo del voto popolare.
Alle elezioni legislative del febbraio 2001, con il 49,9% dei voti, il Partito dei Comunisti della Repubblica di Moldova (ripristinato nel 1993 dopo essere stato dichiarato illegale nel 1991) ottenne 71 seggi su 101 in parlamento e il 4 aprile 2001 elesse Vladimir Voronin come terzo presidente del Paese (poi rieletto nel 2005). Il Paese divenne il primo Stato post-sovietico in cui un Partito Comunista non riformato tornò al potere. I nuovi governi furono formati da Vasile Tarlev (19 aprile 2001 - 31 marzo 2008) e Zinaida Greceanîi (31 marzo 2008 - 14 settembre 2009). Nel 2001-2003 le relazioni tra la Moldavia e la Russia migliorarono, per poi deteriorarsi temporaneamente nel 2003-2006, in seguito al fallimento del memorandum Kozak, finalizzato a risolvere la crisi in Transnistria, e al divieto di esportazioni di vino in Russia del 2006, che causò una crisi diplomatica. Il Partito dei Comunisti della Repubblica di Moldova riuscì a rimanere al potere per otto anni.
Nelle elezioni parlamentari dell'aprile 2009, il Partito Comunista ottenne il 49,48% dei voti, seguito dal Partito Liberale con il 13,14% dei voti, dal Partito Liberale Democratico con il 12,43% e dall'Alleanza Moldavia Nostra con il 9,77%. I controversi risultati di queste elezioni scatenarono imponenti proteste popolari.

### Stallo 2009-2012
Nell'agosto 2009, quattro partiti moldavi (Partito liberale democratico, Partito Liberale, Partito democratico e Alleanza Moldavia Nostra) si accordarono per creare l'Alleanza per l'Integrazione Europea, che determinò il passaggio del Partito dei Comunisti della Repubblica di Moldavia all'opposizione. Il 28 agosto 2009, questa coalizione ha scelto un nuovo presidente del Parlamento (Mihai Ghimpu) in una votazione che fu boicottata dai deputati comunisti. Vladimir Voronin, presidente della Moldavia dal 2001, si dimise l'11 settembre 2009, ma il Parlamento non elesse un nuovo presidente.
Il presidente ad interim Mihai Ghimpu istituì la Comisia pentru reforma constituțională (Commissione per la riforma costituzionale) volta ad adottare una nuova versione della Costituzione. Dopo il fallimento del referendum costituzionale per l'approvazione della riforma nel settembre 2010, il Parlamento fu nuovamente sciolto e vennero indette nuove elezioni. Il 30 dicembre 2010, Marian Lupu venne eletto Presidente del Parlamento e Presidente della Repubblica ad interim. Nel marzo 2012, Nicolae Timofti venne eletto Presidente della Repubblica a seguito del voto parlamentare, diventando il primo eletto dalle dimissioni del comunista Vladimir Voronin del settembre 2009. Dopo che l'Alleanza per l'integrazione europea perse il voto di sfiducia, il 30 maggio 2013 formò la Coaliția Pro-Europeană (Coalizione pro-europea).

### Crisi bancaria
Nel novembre 2014, la banca centrale moldava perse il controllo di Banca de Economii, il più grande istituto di credito del Paese, e di due istituti più piccoli, Banca Sociala e Unibank. Le indagini sulle attività di queste tre banche fecero emergere una frode su larga scala, attraverso prestiti fraudolenti a entità commerciali controllate da un oligarca moldavo-israeliano, Ilan Shor, per un valore di circa 1 miliardo di dollari statunitensi. L'entità della frode rispetto alle dimensioni dell'economia moldava ebbe conseguenze sull'opinione pubblica. Nel 2015, Ilan Shor era ancora a piede libero, dopo un periodo di arresti domiciliari.

### Governo di Pavel Filip (2016-2019)
Dopo un periodo di instabilità politica e di massicce proteste pubbliche, nel gennaio 2016 venne formato un nuovo governo guidato da Pavel Filip. Vennero espresse preoccupazioni per la corruzione a livello statale, l'indipendenza del sistema giudiziario e la non trasparenza del sistema bancario. Anche l'emittente tedesca Deutsche Welle sollevò preoccupazioni sulla presunta influenza dell'oligarca moldavo Vladimir Plahotniuc sul governo Filip.
Alle elezioni presidenziali del dicembre 2016, il socialista e filorusso Igor Dodon venne eletto presidente della Repubblica.

### Crisi costituzionale del 2019
Nel 2019, dal 7 al 15 giugno, il governo moldavo attraversò un periodo di doppio potere in quella che è nota come la crisi costituzionale moldava del 2019. Il 7 giugno la Corte costituzionale, che si ritiene fosse in gran parte controllata da Vladimir Plahotniuc del Partito democratico, annunciò di aver temporaneamente rimosso il presidente in carica, Igor Dodon, dal potere a causa della sua "incapacità" di convocare nuove elezioni parlamentari immediate, a seguito della mancata formazione del governo da parte del parlamento entro tre mesi dalla convalida dei risultati elettorali. Secondo la legge costituzionale moldava, infatti, il presidente avrebbe potuto indire elezioni nel caso in cui non fosse stato formato un governo dopo tre mesi. L'8 giugno, tuttavia, il partito ORA Piattaforma DA e PAS raggiunse un accordo con il partito socialista, che permise la formazione di un governo guidato da Maia Sandu come nuovo primo ministro. Il Partito Democratico venne così estromesso dalla coalizione di maggioranza. Il nuovo governo fu sostenuto anche da Igor Dodon.
La nuova coalizione e Igor Dodon sostennero che il Presidente potesse indire elezioni immediate dopo aver consultato il Parlamento, ma che non era obbligato a farlo. Inoltre, poiché i risultati delle elezioni furono verificati il 9 marzo, i tre mesi avrebbero dovuto essere interpretati come tre mesi di calendario e non come 90 giorni, come invece sostenuto dal Partito Democratico. L'ex primo ministro, Pavel Filip del Partito Democratico, dichiarò di voler convocare nuove elezioni parlamentari il 6 settembre e si rifiutò di riconoscere la nuova coalizione, definendola un governo illegale.
Dopo una settimana di riunioni in cui coesistevano due governi e l'intensificarsi delle proteste contro il vecchio governo Pavel Filip si dimise da primo ministro, chiedendo comunque l'indizione di nuove elezioni. La Corte Costituzionale annullò la decisione il 15 giugno, ponendo di fatto fine alla crisi.

### La presidenza di Maia Sandu dal 2020
Alle elezioni presidenziali del novembre 2020, la candidata dell'opposizione filo-europea Maia Sandu venne eletta presidente della Repubblica, sconfiggendo il presidente filo-russo in carica Igor Dodon, diventando la prima donna eletta presidente della Moldavia.
Nel dicembre 2020, il primo ministro Ion Chicu, che aveva guidato un governo filo-russo dal novembre 2019, si dimise il giorno prima del giuramento di Maia Sandu. Il parlamento, controllato dalla maggioranza dei socialisti filo-russi, non accettò alcun candidato primo ministro proposto dalla nuova presidente.
Il 28 aprile 2021 Maia Sandu, data l'impossibilità di formare un nuovo governo, sciolse il parlamento e indisse nuove elezioni. Le elezioni parlamentari si svolsero l'11 luglio 2021 e portarono a una vittoria del Partito di Azione e Solidarietà (PAS), favorevole all'integrazione europea, che ottenne la maggioranza. Il 6 agosto 2021, il governo guidato da Natalia Gavrilița si insediò prestando giuramento, dopo aver guadagnato la fiducia parlamentare con 61 voti.
Nel febbraio 2022 Maia Sandu condannò l'invasione russa dell'Ucraina, definendola "una palese violazione del diritto internazionale e della sovranità e integrità territoriale ucraina". Il 28 febbraio 2022 il Primo ministro Natalia Gavrilița dichiarò che la Moldavia avrebbe dovuto adoperarsi per diventare rapidamente membro dell'Unione europea; il Paese presentò una domanda formale di adesione all'UE il 3 marzo 2022, e successivamente ottenne lo status di Paese candidato dal Consiglio europeo il 23 giugno 2022.
Nell'ottobre 2024 si è svolto un referendum costituzionale con cui è stata approvata la proposta di modificare la costituzione al fine di unire la Moldavia all'Unione europea.

## Geografia

### Morfologia

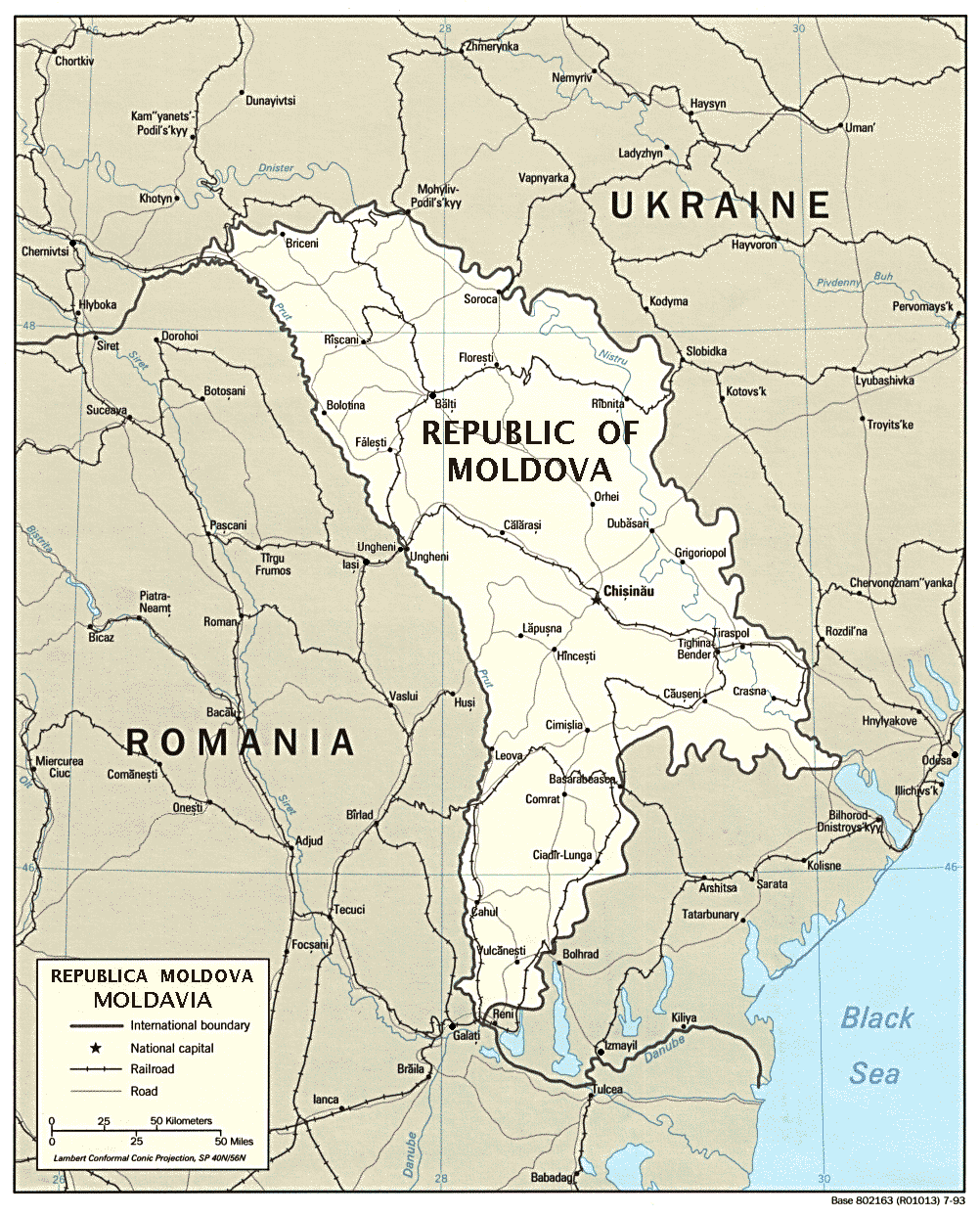
Mappa della Moldavia

La Moldavia confina a ovest con la Romania e a sud, est e nord con l'Ucraina. In Europa è uno dei soli tre Stati (gli altri due sono Andorra e Liechtenstein) che hanno una doppia triplice frontiera con le stesse due nazioni. Si estende per circa 33843 km² su una striscia di territorio ampia circa 150 km in direzione est-ovest e lunga circa 350 km in direzione nord-sud. Il territorio del paese coincide grossomodo con la regione della Bessarabia, un'area pianeggiante compresa fra il fiume Prut e il Nistru (Nistro). La pianura è intervallata da alcuni gruppi di colline che difficilmente superano i 400 m s.l.m. e che rappresentano l'estremo sud-ovest della piattaforma sarmatica verso la quale digradano i Carpazi.
A settentrione si trova un'area pianeggiante, ondulata da modeste colline (non oltre i 300 m s.l.m.) e ricoperta in parte da foreste e in parte dedicata alla coltivazione dei cereali. Nella parte centrale del paese vi sono colline di maggiore altezza e ricoperte da foreste. In tale zona, a nord-ovest della capitale, si trova il punto di massima elevazione della Moldavia (429,5 m s.l.m.).
Tipica collina della Moldavia e punto più alto del Paese è il Bălănești.

### Idrografia

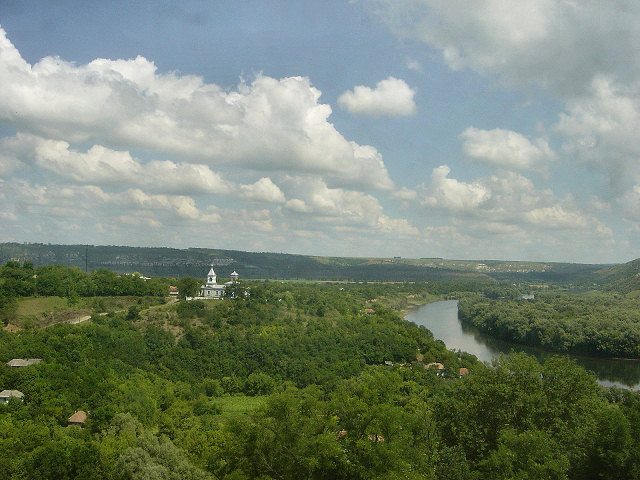
Il fiume Nistro in tutta la parte occidentale del paese

I due fiumi più importanti sono il Prut, lungo complessivamente 953 km, 771 dei quali costituiscono il confine fra Moldavia e Romania, e il Nistru (Nistro), che attraversa il paese per 398 dei suoi 1362 km complessivi delimitando una stretta fascia lungo la frontiera orientale.
Il territorio si abbassa lievemente muovendosi verso sud, motivo per cui gran parte dei corsi d'acqua minori scorrono direttamente in direzione del Mar Nero (in romeno Marea Neagră) senza affluire nei due fiumi principali.
Uno sbarramento sul fiume Nistro dà origine a un ampio bacino artificiale utilizzato per la produzione di energia elettrica situato a nord della città di Dubăsari e chiamato lago di Dubăsari.
La Moldavia arriva inoltre fino a lambire il Danubio, da cui è bagnata solo per 480 m, su cui si trova il porto di Giurgiulești.

### Clima
Pur mantenendo caratteristiche continentali, il clima della Moldavia è fortemente influenzato dalla vicinanza del Mar Nero. Gli inverni sono relativamente miti e secchi, le temperature medie giornaliere di gennaio sono di −1,9 °C. Le estati sono calde, con temperature medie giornaliere che in luglio superano i 20 °C. In estate nelle regioni meridionali occasionalmente soffia dal Mar Nero il sukhoviei, un vento caldo e secco che può aumentare la temperatura di diversi gradi, fino a punte di 40 °C. Le precipitazioni sono piuttosto scarse e irregolari al Sud, dove la media è di 350 mm annui, mentre nel resto del paese e sui rilievi sono abbondanti e raggiungono anche i 600 mm annui nel Nord e circa 400 mm al Sud con picchi all'inizio dell'estate e in ottobre. Sono frequenti i temporali e gli acquazzoni improvvisi, così come gli smottamenti causati dall'erosione dovuta alle piogge intense e le esondazioni dei corsi d'acqua.

## Popolazione
La popolazione complessiva è di 3,5 milioni di abitanti circa, il che rende la Moldavia un Paese con una densità di popolazione media di 106 ab./km². Circa un sesto della popolazione vive nella capitale Chişinău, che è anche la città più grande dello Stato.

### Demografia
La vita media delle donne è di 73 anni, mentre quella degli uomini è di 69 anni.

### Etnie

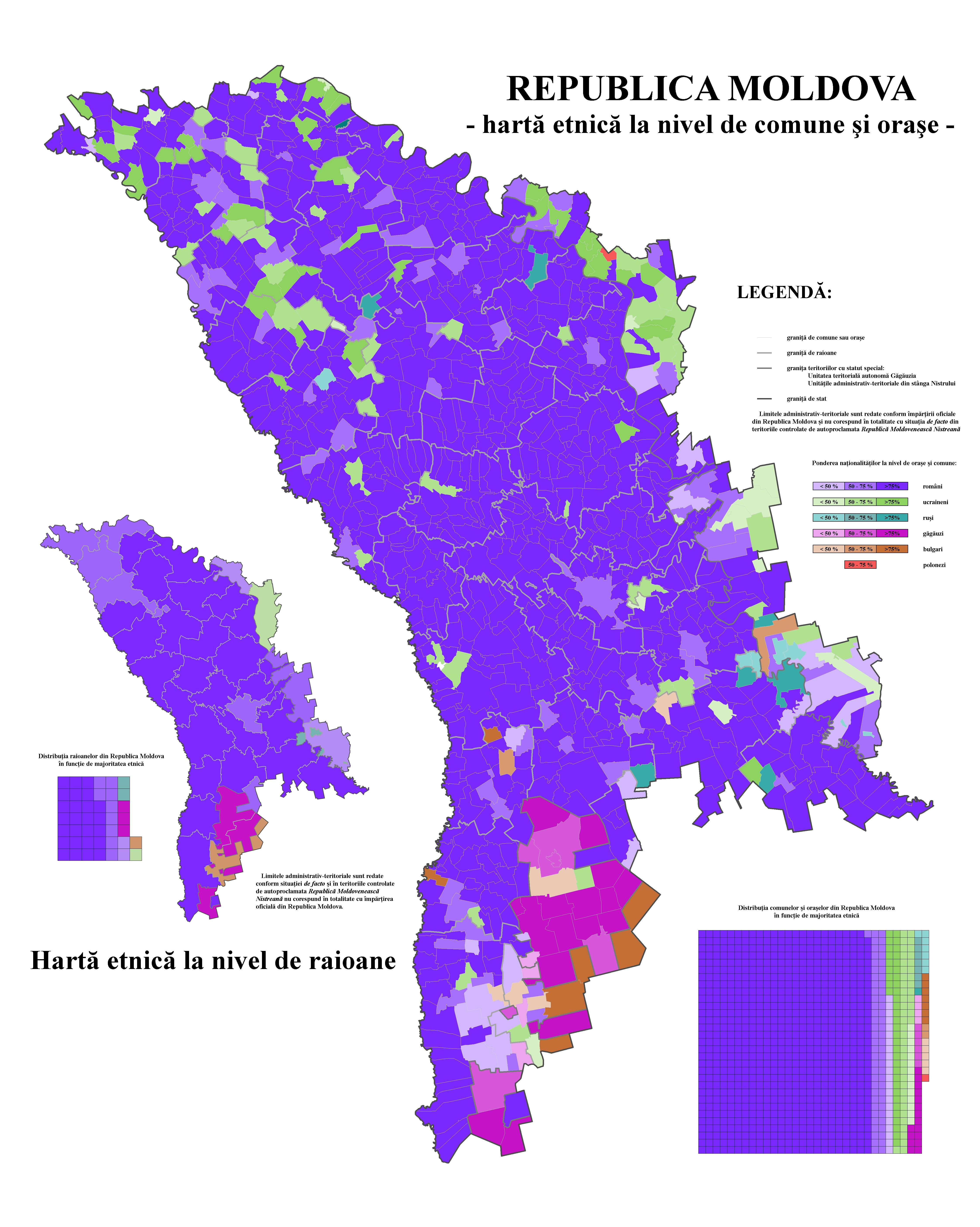
Carta etnica che segnala l'etnia maggioritaria nei singoli comuni della Moldavia

La Moldavia è principalmente abitata da moldavi. Il territorio moldavo però presenta consistenti minoranze etniche; le maggiori sono quelle rom, la più numerosa, con circa 250.000 persone (il 7,05% della popolazione), ucraina e russa. Russi e ucraini si trovano soprattutto nella Transnistria e nel Nord del Paese; parte della popolazione ucraina, specialmente nelle grandi città, è russofona. Nel Sud del Paese si trovano altre due storiche minoranze, i gagauzi, popolazione di lingua turca che professa la religione ortodossa, e i bulgari di Bessarabia. Non mancano altre piccole comunità: ebrei, bielorussi, armeni e altri. Esistono anche piccole minoranze italiane, tedesche e polacche, risalenti alla metà dell'Ottocento.
La composizione etnica dell'insieme della repubblica (comprendente anche la popolazione della secessionista Transnistria) nel 2004 era la seguente:
- Moldavi 69,62%
- Ucraini 11,23%
- Russi 9,39%
- Gagauzi 3,85%
- Rumeni 2,16%
- Bulgari 2,02%
- Rom 0,32%
- Polacchi 0,11%
- altri 1,46% (bielorussi, tedeschi, armeni e altri)

Se nel calcolo della popolazione non si include la Transnistria, le percentuali di russi e ucraini diminuiscono di molto in favore di moldavi e gagauzi.
Inoltre c'è una controversia etno-storico-linguistica sull'identità dei moldavi come etnia separata da quella rumena.
i v

### Religioni
Le religioni presenti sono:
- cristiani ortodossi 93,0%
- vecchi credenti 1,6%
- cattolici 0,5%

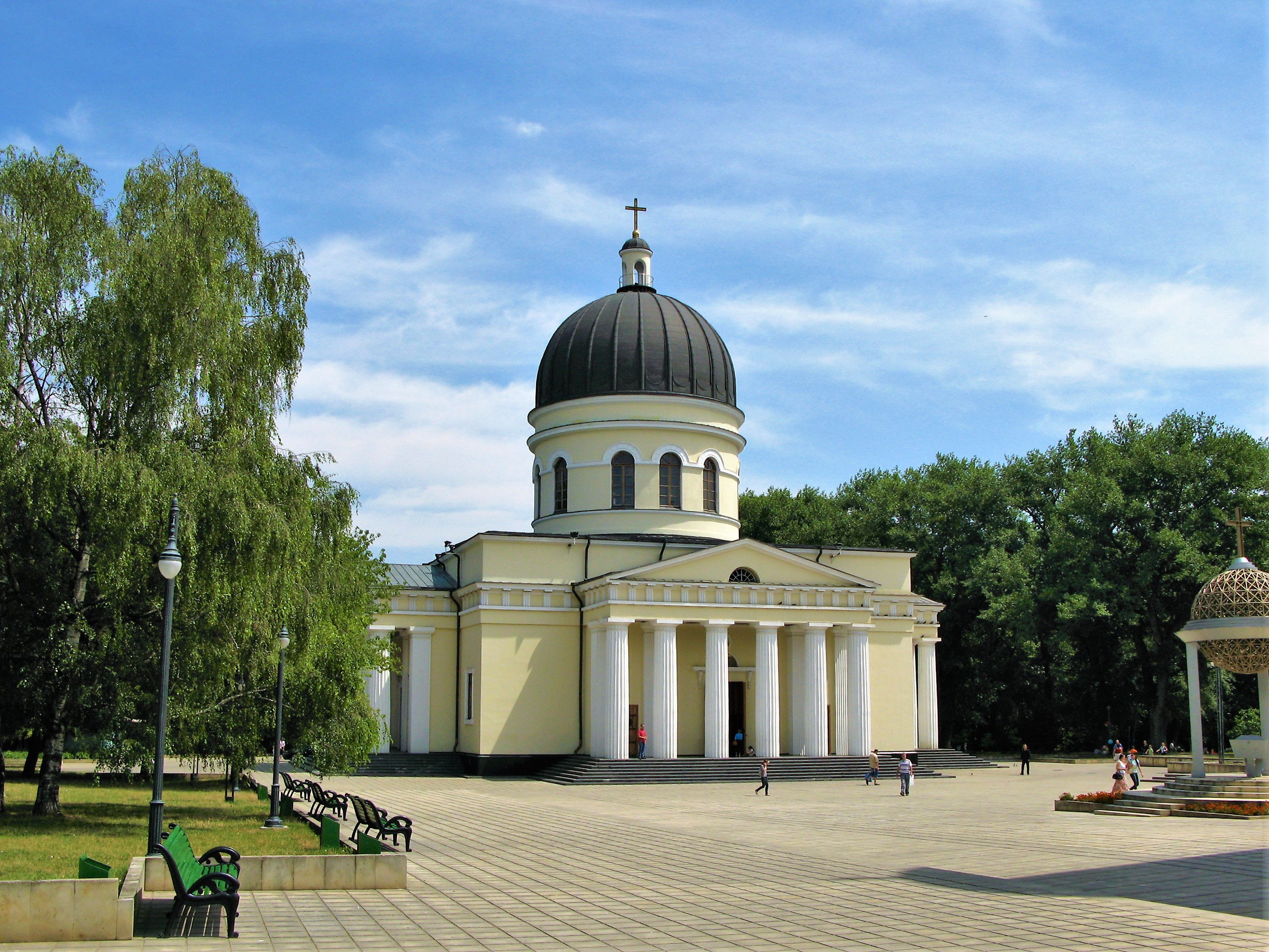
Una chiesa ortodossa moldava

- altri (protestanti, ebrei...) 4,9%

La Chiesa ortodossa moldava (Biserica Ortodoxă din Moldova, in rumeno) è una Chiesa autonoma che dipende dalla Chiesa ortodossa russa e dal Patriarcato di Mosca; le parrocchie sono 1 194. La metropolia della Bessarabia (Mitropolia Basarabiei) fa parte della Chiesa ortodossa rumena e ha 124 parrocchie. Una minoranza ristretta della popolazione appartiene alla Chiesa ortodossa dei Vecchi Credenti, mentre il radicamento di gruppi protestanti e evangelici, pur crescente, resta non paragonabile al crescente radicamento dell'Ortodossia nella regione negli ultimi trent'anni.

### Lingue
A partire dal 1944, sotto la dominazione sovietica e nell'intento di russificare il territorio occupato, venne imposta come lingua ufficiale il russo. Sforzi simili di russificazione linguistica, scolastica e culturale avvennero su tutto il territorio dell'Unione Sovietica e parzialmente hanno effettivamente plasmato qualche espressione, sia colloquiale sia tecnica, ancora oggi presente nella parlata di molte persone.
A partire dal 1991, secondo la costituzione, la lingua ufficiale è ritornata a essere la lingua rumena (fino al 2023 nota ufficialmente come lingua moldava) e si è tornati alla lingua madre scritta in caratteri latini, in sostituzione del russo e dei caratteri cirillici. Questa scelta ha voluto segnare un netto distacco dal mondo sovietico e un ritorno alle origini neolatine.
Nelle grandi città, come ad esempio nella capitale Chișinău, gran parte della popolazione riesce a parlare con discreta fluidità anche il russo, che tuttora è tenuto in grande considerazione soprattutto dalle emittenti televisive locali, che spesso aggiungono nelle loro trasmissioni sottotitoli in quella che, de facto, è la seconda lingua ufficiosa del Paese. Inoltre, l'alfabeto cirillico è ancora diffuso, fino a divenire esclusivo in Gagauzia e Transnistria.
Esistono anche minoranze linguistiche che rivendicano un'autonomia linguistica regionale: ad esempio, la lingua gagauza, che è una variante della lingua turca, che si parla (anche se in forma minoritaria) nella regione autonoma di Gagauzia.

## Ordinamento dello Stato

### Suddivisioni amministrative

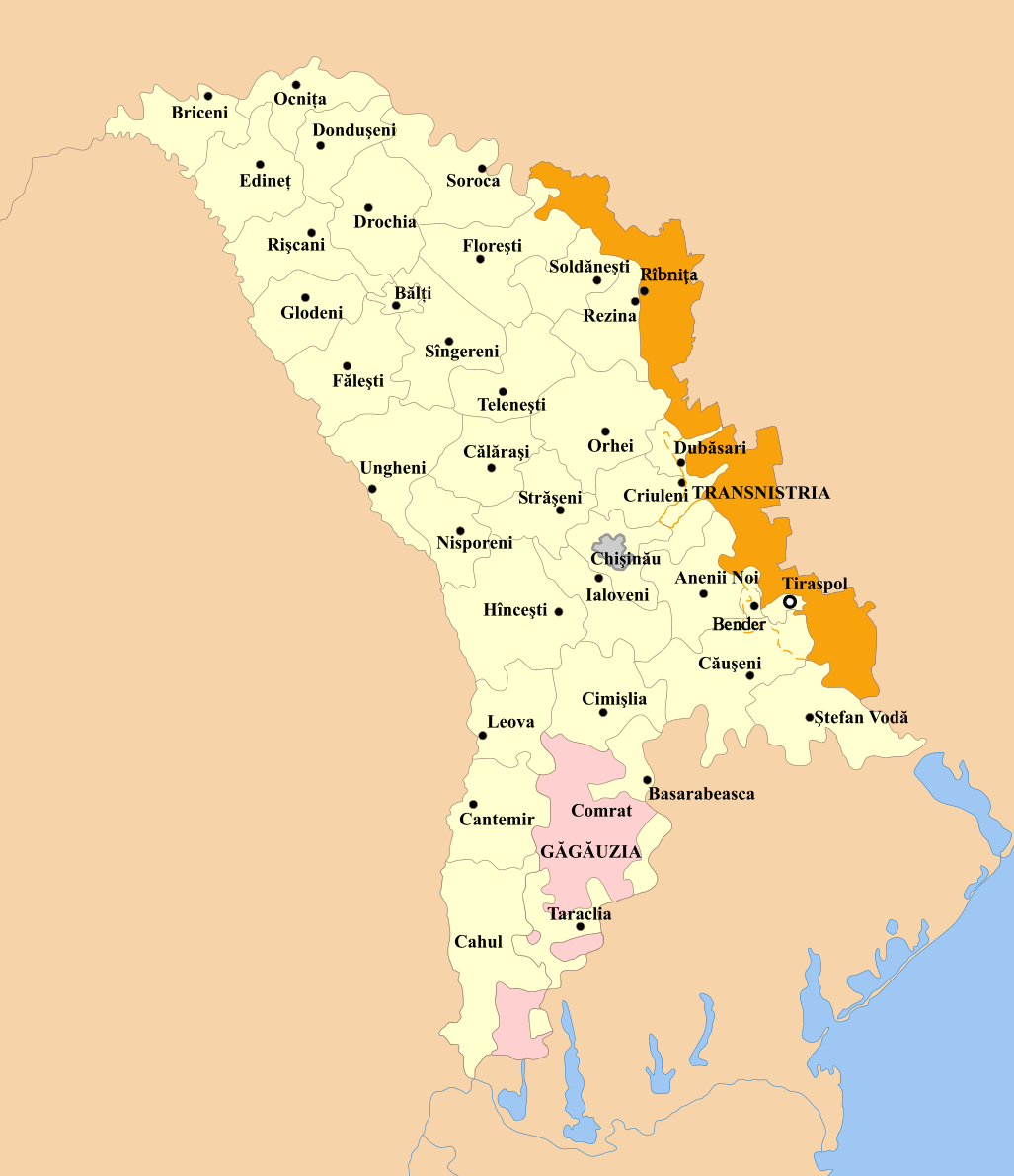
I distretti della Moldavia

La Moldavia è divisa in trentadue distretti (raion, pl. raioane), cui sono equiparate tre municipalità (Chișinău, Bălți e Bender) e due regioni semi-autonome (Gagauzia e Transnistria). Comrat e Tiraspol hanno lo status di "municipalità" ma in quanto parte, rispettivamente, delle regioni di Gagauzia e Transnistria, non sono suddivisioni di primo livello.
I distretti (raioane) sono:
1. Anenii Noi
2. Basarabeasca
3. Briceni
4. Cahul
5. Cantemir
6. Călărași
7. Căușeni
8. Cimișlia
9. Criuleni
10. Dondușeni
11. Drochia
12. Dubăsari
13. Edineț
14. Fălești
15. Florești
16. Glodeni
17. Hîncești
18. Ialoveni
19. Leova
20. Nisporeni
21. Ocnița
22. Orhei
23. Rezina
24. Rîșcani
25. Sîngerei
26. Soroca
27. Strășeni
28. Șoldănești
29. Ștefan Vodă
30. Taraclia
31. Telenești
32. Ungheni

In passato, dal luglio 1999 sino al febbraio 2003, la Moldavia era costituita dalle seguenti nove contee (județe) più due unità territoriali autonome:
- Contea di Bălți
- Contea di Cahul
- Chișinău (municipalità)
- Contea di Edineț
- Găgăuzia (unità territoriale autonoma)
- Contea di Lăpușna
- Contea di Orhei
- Contea di Soroca
- Transnistria (unità territoriale)
- Contea di Tighina
- Contea di Ungheni

### Regioni autonome
La Transnistria, ubicata nella regione orientale tra il Nistro e l'Ucraina, ha dichiarato unilateralmente la propria indipendenza nel settembre 1990, ma non è riconosciuta da nessuno Stato. Il nome completo della regione è, in russo, Pridnestrovskaja Moldavskaja Respublika. È ampia 4163 km² e conta circa 375 000 abitanti (555 500 all'ultimo censimento 2004), di cui 36,9% moldavi, 29,2% russi, 30,8% ucraini, 2,1% ebrei, 1% bulgari.
La Gagauzia è una regione autonoma popolata da un'etnia turca di religione ortodossa, con capoluogo Comrat, nel Sud del Paese.

### Città principali

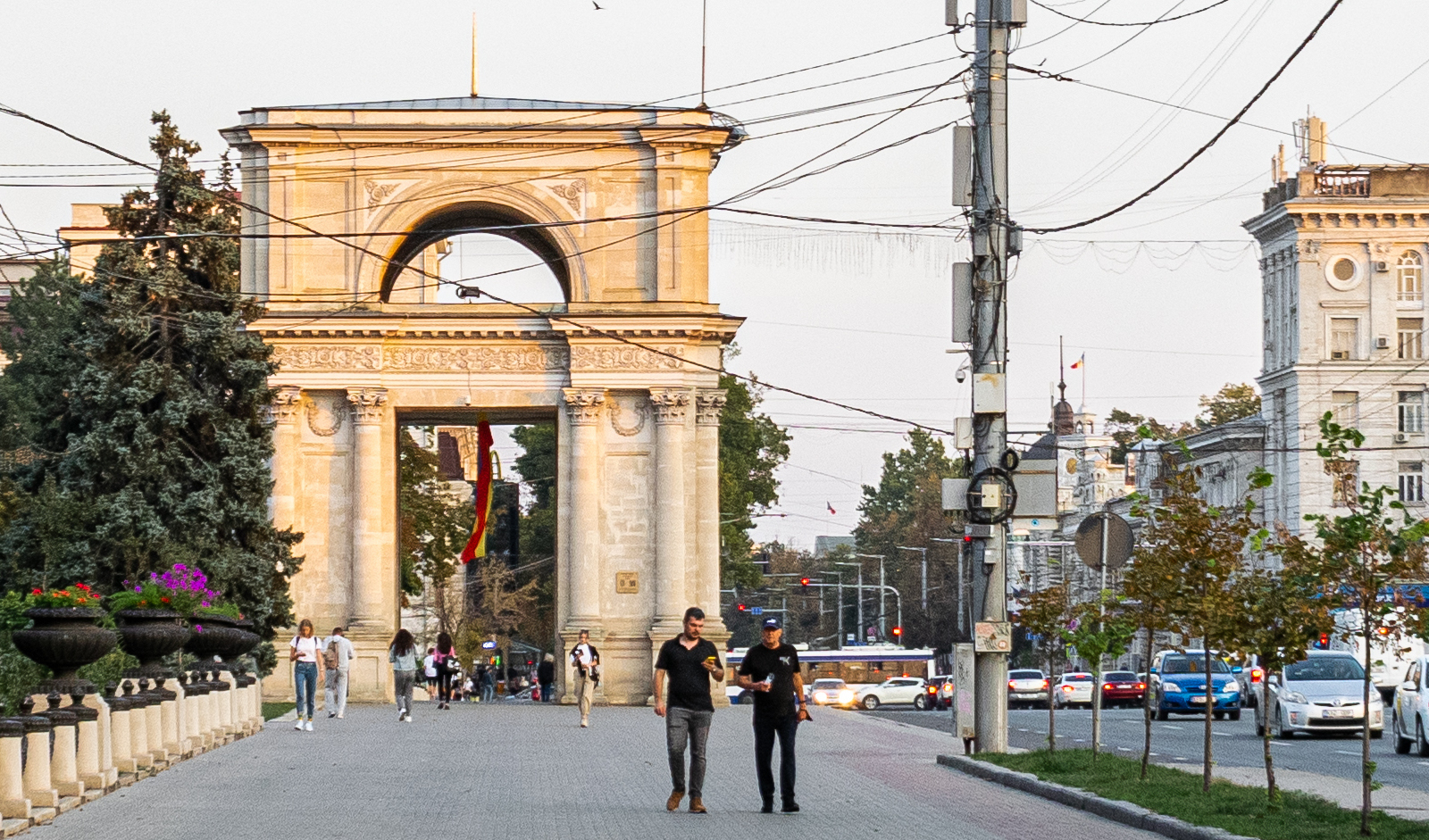
Chișinău

La capitale della Moldavia è Chișinău (780 300 ab. nel 2007); le altre principali città sono Tiraspol (203 000 ab.), Bălți (147 100 ab.), Bender (121 000 ab.) e Rîbnița (61 000 ab.). Le città minori (in ordine alfabetico) sono le seguenti: Anenii Noi, Briceni, Cahul, Călărași, Causeni, Ceadir-Lunga, Cimișlia, Comrat, Drochia, Dubăsari, Edineț, Glodeni, Hîncești, Lipcani, Ocnița, Orhei, Nisporeni, Rezina, Soroca, Strășeni, Taraclia, Ungheni, Vadul lui Voda.

### Istituzioni

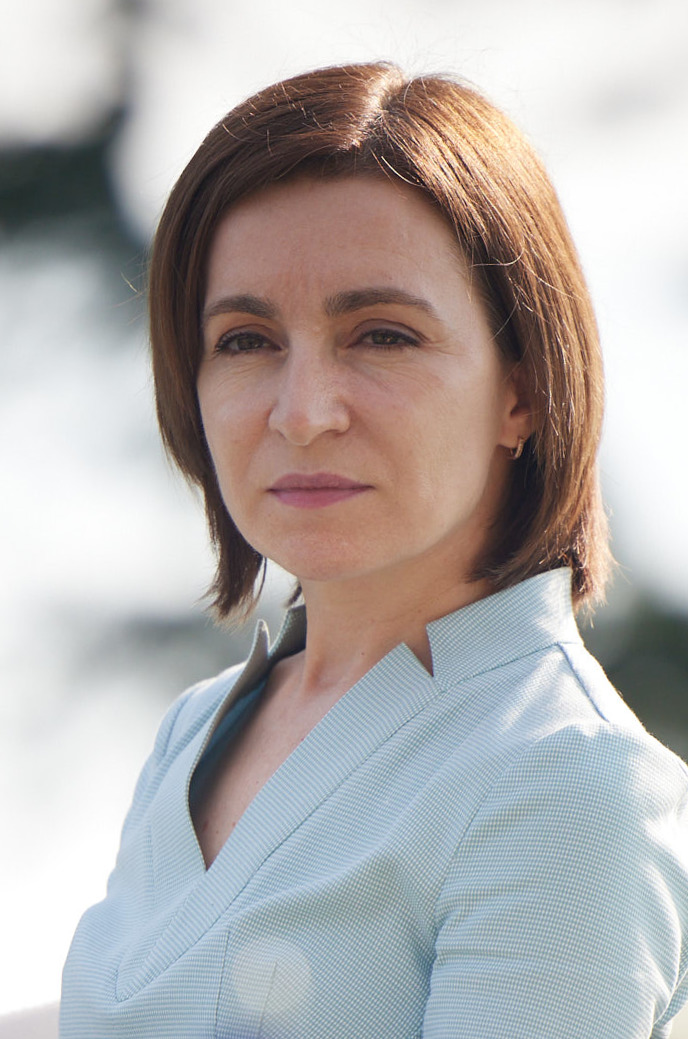
Maia Sandu, 6º Presidente della Moldavia

La Moldavia, indipendente dall'agosto 1991, è retta da un Parlamento monocamerale composto da 101 membri, eletti a suffragio universale ogni 4 anni. Il Presidente della Repubblica è eletto dai cittadini e nomina un primo ministro incaricato di comporre il proprio consiglio dei ministri che viene sottoposto al voto parlamentare. A seguito delle elezioni del 1º novembre 2020 (primo turno) e del 15 novembre (secondo turno) la presidente è Maia Sandu, del partito europeista Azione e Solidarietà.

#### Costituzione
La Costituzione della Moldavia è stata adottata il 29 luglio 1994.

#### Ordinamento scolastico
L'ordinamento scolastico in Moldavia
| Anni Durata (età) | Ciclo                  | Denominazione locale                | Corrispondenza in Italia                        | Voti |
| ----------------- | ---------------------- | ----------------------------------- | ----------------------------------------------- | ---- |
| 3 (3-7)           | Pre-Primario           | Grădinița                           | Scuola materna o dell'infanzia                  | -    |
| 4 (7-10)          | Primario               | Școala Primară                      | Scuola elementare o primaria                    | 1-10 |
| 5 (10-15)         | Primario               | Gimnaziu                            | Scuola media inferiore o secondaria di 1º grado | 1-10 |
| 2 (16-17)         | Secondario             | Școala Medie de Cultură Generală    | Scuola secondaria superiore generale            | 1-10 |
| 4 (14-18)         | Secondario             | Școala Professională                | Scuola professionale e di apprendistato         | 1-10 |
| 2-3               | Post-Secondario        | Institut/Colegiu                    | Istituti non universitari                       | 1-10 |
| 4                 | Post-Secondario        | Universitate, Academie, Politehnică | Università/Accademia                            | 1-10 |
| 1-2               | Formazione Post laurea | Master                              | Specializzazione Post laurea                    | 1-10 |
| 3-4               | Formazione Post laurea | Doctor                              | Dottorato                                       | 1-10 |

L'istruzione obbligatoria dura 9 anni (dai 7 ai 15 di età).

#### Università
L'Università Statale della Moldavia si trova a Chișinău, la capitale, ed è stata fondata nel 1946.
L'Università Tecnica della Moldavia si trova a Chișinău, fondata nel 1964.

#### Forze armate

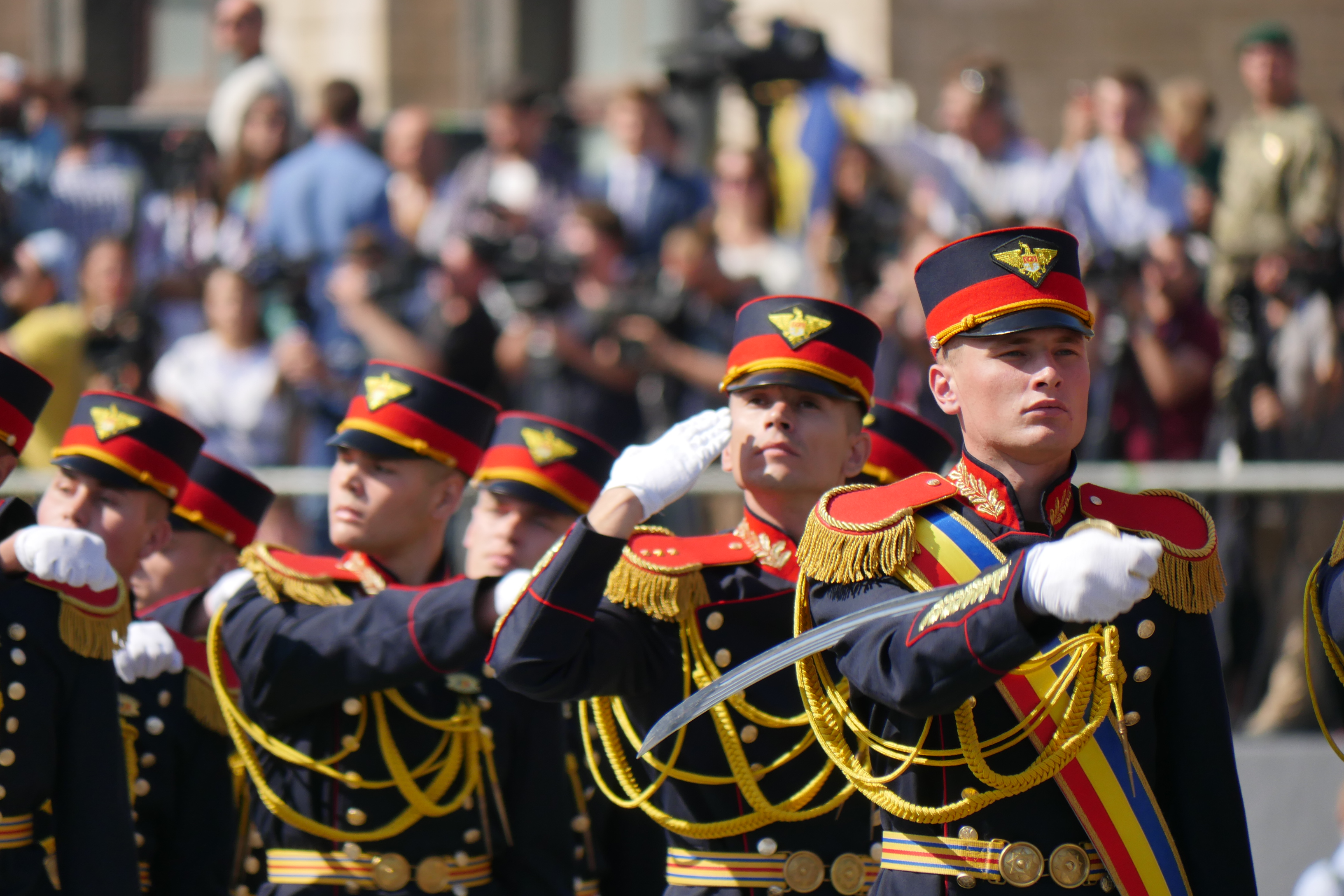
Forze armate della Repubblica di Moldavia

Le forze armate moldave sono costituite da forze terrestri e aeree. La Moldavia ha accettato il controllo degli armamenti da parte dell'ex Unione Sovietica. Il 30 ottobre 1992, la Moldavia ha ratificato il Trattato sulle Forze Armate Convenzionali in Europa, che stabilisce i limiti globali delle principali categorie di attrezzature militari e prevede la distruzione delle armi eccedenti a tali limiti. Il paese ha aderito alle disposizioni del Trattato di non proliferazione nucleare nell'ottobre 1994 a Washington. Non ha armi nucleari, batteriologiche o chimiche. La Moldavia ha aderito al Partenariato per la pace della NATO il 16 marzo 1994 ma non è membro della NATO.
La Moldavia è impegnata in una serie di controlli internazionali e regionali delle norme sulle armi, come il protocollo delle Nazioni Unite sulle armi da fuoco, Patto di Stabilità regionale piano di attuazione, il programma d'azione dell'ONU (PoA) e i Documenti OSCE sulle scorte di munizioni convenzionali.

## Politica

### Politica interna
Le elezioni politiche che si sono tenute nel 2005 hanno portato alla seguente composizione del parlamento:
- Partito dei Comunisti della Repubblica di Moldavia (Partidul Comuniștilor din Republica Moldova - PCRM) (45,98% dei voti, 56 seggi)
- Blocco Elettorale Moldavia Democratica (Blocul Electoral Moldova Democrată - BMD) (28,53% dei voti, 34 seggi)
- Partito Popolare Cristiano-Democratico (Partidul Popular Creștin Democrat - PPCD) (9,07% voti, 11 seggi)

Il risultato delle elezioni politiche del 5 aprile 2009 ha confermato l'egemonia politica del partito comunista. L'affluenza è stata del 59,49%.
- Partito dei Comunisti della Repubblica di Moldavia (Partidul Comuniștilor din Republica Moldova - PCRM) (50,00% dei voti, 61 seggi)
- Partito Liberale (Partidul Liberal) (12,75% dei voti, 15 seggi)
- Partito Liberale Democratico di Moldavia (Partidul Liberal Democrat din Moldova) (12,26% dei voti, 14 seggi)
- Partito Alleanza Moldavia Nostra (Partidul Alianța Moldova Noastră) (9,82% dei voti, 11 seggi)

I risultati elettorali non sono stati accettati dai partiti di opposizione che hanno violentemente manifestato, arrivando ad assaltare il parlamento stesso. La presidenza della UE ha però confermato, sulla base del rapporto della International Election Observation Mission (IEOM) che le stesse elezioni sono state effettivamente libere e pluraliste.
Dopo le elezioni parlamentari di aprile e dopo le proteste civili, il clima in Moldavia divenne molto polarizzato. Il Parlamento della Moldavia non riuscì a eleggere un nuovo Presidente, e per questa ragione il Parlamento fu sciolto e si tennero le elezioni anticipate. Queste ultime furono vinte dal Partito dei Comunisti della Repubblica di Moldavia con il 44,7% dei voti, il che fece ottenere al PCRM 48 seggi, mentre i restanti 53 (sui 101 dell'Assemblea) andarono ai quattro partiti di opposizione. Per eleggere il Presidente del Parlamento e il Primo ministro sono necessari 52 voti, mentre ne servono 61 (i tre quinti) per eleggere il Presidente della Moldavia. L'alleanza fu costituita dai seguenti partiti: Partito Liberale Democratico di Moldavia (18 seggi), Partito Liberale (15 seggi), Partito Democratico della Moldavia (13 seggi) e Alleanza Moldavia Nostra (7 seggi). L'8 agosto 2009, i quattro partiti moldavi giunsero a un accordo per creare una coalizione di governo per spingere il PCRM all'opposizione; il PCRM era al governo dal 2001. I leader dei quattro partiti — Vlad Filat, Mihai Ghimpu, Marian Lupu e Serafim Urechean — hanno firmato la dichiarazione di alleanza in 22 punti in una conferenza stampa sabato 8 agosto 2009. Il Partito Liberale Democratico di Moldavia, il Partito Liberale, Partito Democratico della Moldavia e Alleanza Moldavia Nostra si sono posti gli obiettivi di superare la crisi sociale ed economica, e di assicurare la crescita economica della nazione, reintegrando i territori, promuovendo l'integrazione europea, oltre che una politica estera bilanciata, consistente e responsabile.
Il 5 settembre 2010 è fallito il referendum istituzionale che, negli auspici dei suoi promotori e del governo filo-occidentale in carica, doveva sancire il passaggio a un sistema di elezione diretta del Capo dello Stato in luogo di quello indiretto attuale. I moldavi sono quindi tornati alle urne, per la terza volta in due anni, il 28 novembre 2010, riconfermando la coalizione filo-occidentale che ottiene 57 seggi contro 44 ottenuti invece dal PCRM.
Il 23 aprile 2013 il presidente Nicolae Timofti ha nominato il vicepremier Iurie Leancă del Partito liberal-democratico (Pldm) alla guida del governo. Il giorno prima la Corte costituzionale aveva invalidato il decreto con cui era stato incaricato Vlad Filat (Pldm). Accusato di corruzione, Filat è stato costretto a dimettersi dopo una mozione di sfiducia, e per questo motivo secondo la Corte non può essere nominato capo del governo.
Il 18 febbraio 2015 il parlamento moldavo ha dato la fiducia al governo guidato da Chiril Gaburici. Il nuovo governo è stato votato dal partito Liberal-democratico, dal partito Democratico e dal partito Comunista. Gaburici non ha invece ottenuto il sostegno del primo ministro uscente Iurie Leanca. Quest'ultimo negli anni scorsi ha governato il paese sostenuto da Liberal-democratici, Democratici e una parte dei Liberali ma per l'ex premier l'attuale maggioranza è un “compromesso” inaccettabile fatto con i comunisti. Il 12 giugno 2015 Chiril Gaburici si è dimesso da primo ministro in seguito alla presunta falsità del suo diploma di laurea.

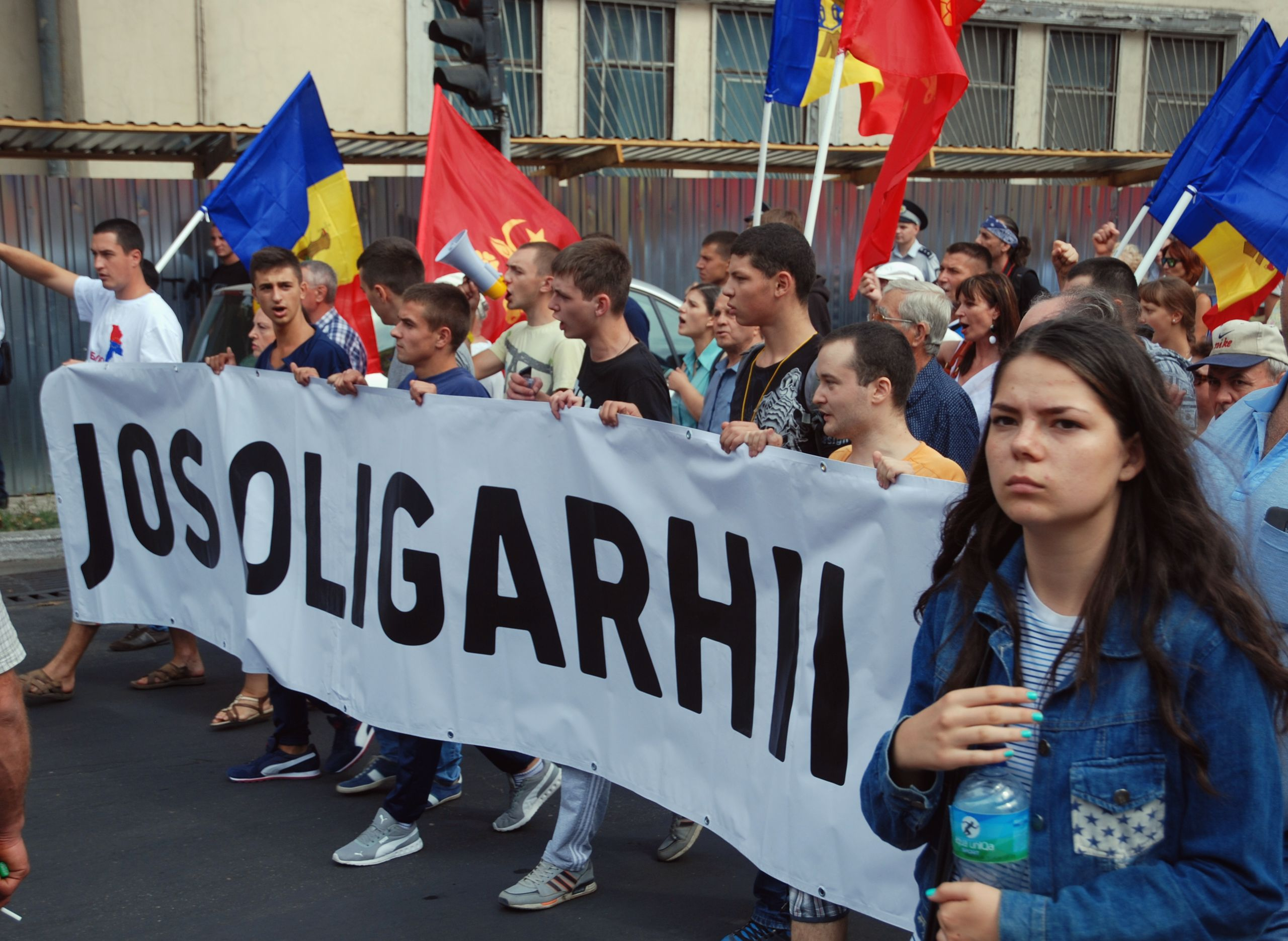
Proteste in Moldavia del 2015-2016

Il 30 giugno 2015 Valeriu Strelet, vicepresidente del Partito liberal-democratico, è stato nominato quale nuovo primo ministro del paese. È stato sfiduciato il 29 ottobre successivo; il Presidente, seguendo la legge, ha provveduto a nominare primo ministro ad interim uno dei quattro vice premier, Gheorghe Brega.

Nel novembre 2014, la banca centrale moldava ha preso il controllo della Banca de Economii, il più grande garante di prestiti del paese, e due istituzioni più piccole, Banca Sociala e Unibank. Le indagini relative a queste tre banche hanno portato alla luce una rapina in larga scala per mezzo di prestiti fraudolenti a entità commerciali controllate dall'oligarca moldo-israeliano Ilan Shor, di fondi del valore di circa 1 miliardo di dollari. La grande scala della truffa rispetto alle dimensioni dell'economia moldava e la disperazione che il denaro, ora ritenuto in conti bancari offshore, sarà recuperato, si pensa che influenzino la politica del paese in favore del filorusso Partito Socialista. Nel 2015, Shor era ancora libero, dopo un periodo agli arresti domiciliari.

Risultati elezioni parlamentari del 2021
Maggioranza (63)
PAS (63)
Opposizione (38)
BECS (32): PSRM (22), PCRM (10)
ȘOR (6)

Dopo un periodo di instabilità politica e di intense proteste pubbliche, è stato instaurato un nuovo governo presieduto da Pavel Filip nel gennaio 2016. In una successiva visita dell'UE, l'europarlamentare Petras Auštrevičius ha denunciato la corruzione diffusa che colpisce l'intero paese, oltre a esprimere preoccupazione per l'indipendenza del sistema giudiziario e l'intransigenza del sistema bancario. L'emittente tedesca Deutsche Welle ha anche sollevato preoccupazioni per la presunta influenza dell'oligarca Vladimir Plahotniuc sul governo di Pavel Filip.

#### Governo
| Ministero                                                                    | Nome          | Nome               | Partito politico |
| ---------------------------------------------------------------------------- | ------------- | ------------------ | ---------------- |
| Primo ministro                                                               | 6 agosto 2021 | Natalia Gavrilița  | PAS              |
| Vice Primo Ministro Ministro degli Affari Esteri e dell'Integrazione Europea | 6 agosto 2021 | Nicu Popescu       | -                |
| Vice Primo Ministro Ministro delle Infrastrutture e dello Sviluppo Regionale | 6 agosto 2021 | Andrei Spînu       | PAS              |
| Vice Primo Ministro Funzionario per il reinserimento                         | 6 agosto 2021 | Vlad Kulminski     | -                |
| Vice Primo Ministro Responsabile della digitalizzazione                      | 6 agosto 2021 | Iurie Țurcanu      | -                |
| Ministero della giustizia                                                    | 6 agosto 2021 | Sergiu Litvinenco  | PAS              |
| Ministro della salute                                                        | 6 agosto 2021 | Ala Nemerenco      | -                |
| Ministro della difesa                                                        | 6 agosto 2021 | Anatolie Nosatîi   | -                |
| Ministro degli interni                                                       | 6 agosto 2021 | Ana Revenco        | -                |
| Ministro dell'istruzione e della ricerca                                     | 6 agosto 2021 | Anatolie Topală    | -                |
| Ministro dell'economia                                                       | 6 agosto 2021 | Sergiu Gaibu       | -                |
| Ministro delle finanze                                                       | 6 agosto 2021 | Dumitru Budianschi | PAS              |
| Ministro dell'ambiente                                                       | 6 agosto 2021 | Iuliana Cantaragiu | PAS              |
| Ministro della cultura                                                       | 6 agosto 2021 | Sergiu Prodan      | -                |
| Ministro del lavoro e della protezione sociale                               | 6 agosto 2021 | Marcel Spatari     | -                |
| Ministro dell'agricoltura e dell'alimentazione                               | 6 agosto 2021 | Viorel Gherciu     | -                |

### Politica estera
Nell'aprile del 1994 il parlamento della Moldavia ha approvato l'ingresso nella Comunità degli Stati Indipendenti.
Nel 1995 la Moldavia entra a far parte, prima fra le ex-repubbliche dell'Unione Sovietica, del Consiglio d'Europa. Oltre a far parte del programma Partnership for Peace della NATO, la Moldavia fa parte delle Nazioni Unite, dell'OSCE, del EAPC, del Fondo Monetario Internazionale, della Banca Mondiale e della Banca Europea per la Ricostruzione e lo Sviluppo. È inoltre membro dell'Organizzazione Mondiale del Commercio.
La Moldavia è uno degli Stati membri fondatori del GUAM, un accordo di cooperazione con Georgia, Ucraina e Azerbaigian. L'accordo inizialmente verteva principalmente sulla reciproca difesa, ma la Moldavia ha dichiarato sin dall'inizio il suo disinteresse per la parte concernente gli aspetti difensivi, puntando alla cooperazione nello scambio di informazioni, nel controllo delle frontiere, nel commercio, nei trasporti e nella politica energetica. Nel 2006 gli Stati membri hanno deciso di rinominare l'accordo in Organizzazione per la Democrazia e lo Sviluppo Economico - GUAM.
Il 12 ottobre 2010 ratifica lo Statuto di Roma divenendo Stato parte della Corte penale internazionale.
L'8 novembre 2010 è stato concluso con la Romania il Trattato sul regime delle frontiere di Stato, la collaborazione e l'assistenza reciproca in materia di confini.
Resta tuttora insoluto il problema della definizione di uno status per la regione de facto indipendente della Transnistria.

### Elezioni

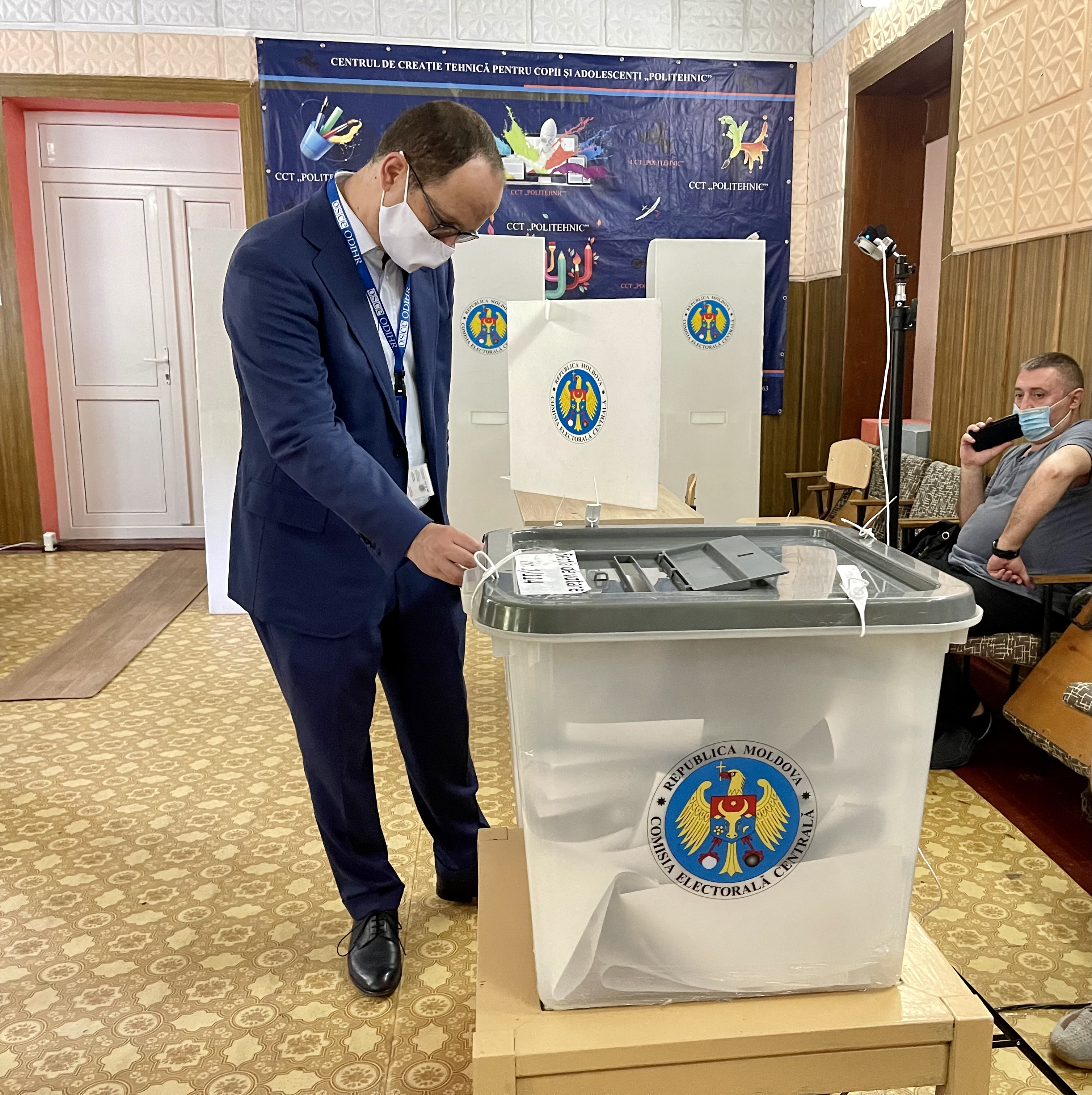
Elezioni parlamentari in Moldavia del 2021

Il 5 aprile 2009, due milioni e mezzo di cittadini moldavi sono andati a votare per eleggere i 101 rappresentanti del Parlamento nazionale. Una delegazione del Parlamento europeo si è recata in Moldavia per controllare il corretto svolgimento delle elezioni. La delegazione ha parlato di "una giornata ben organizzata, tranquilla e pacifica, in un'atmosfera di pluralismo, nonostante una serie di dubbi sulle procedure". Dato che l'assemblea parlamentare eletta ad aprile non è riuscita a eleggere il successore di Vladimir Voronin alla carica di Presidente della Moldavia, secondo la Costituzione si sono dovute tenere nuove elezioni parlamentari il 29 luglio 2009. Neanche il parlamento eletto nel luglio 2009 è riuscito a eleggere un Presidente e, pertanto, secondo la Costituzione, sono state fissate nuove elezioni parlamentari il 28 novembre 2010. Le ultime elezioni politiche si sono tenute il 11 luglio 2021.
Al ballottaggio per le elezioni presidenziali il 4 novembre 2024 Maia Sandu, filoeuropeista e presidente in carica, ha ottenuto il suo secondo mandato presidenziale battendo con il 54% dei voti il candidato Alexandr Stoianoglo, socialista e filorusso.

## Economia

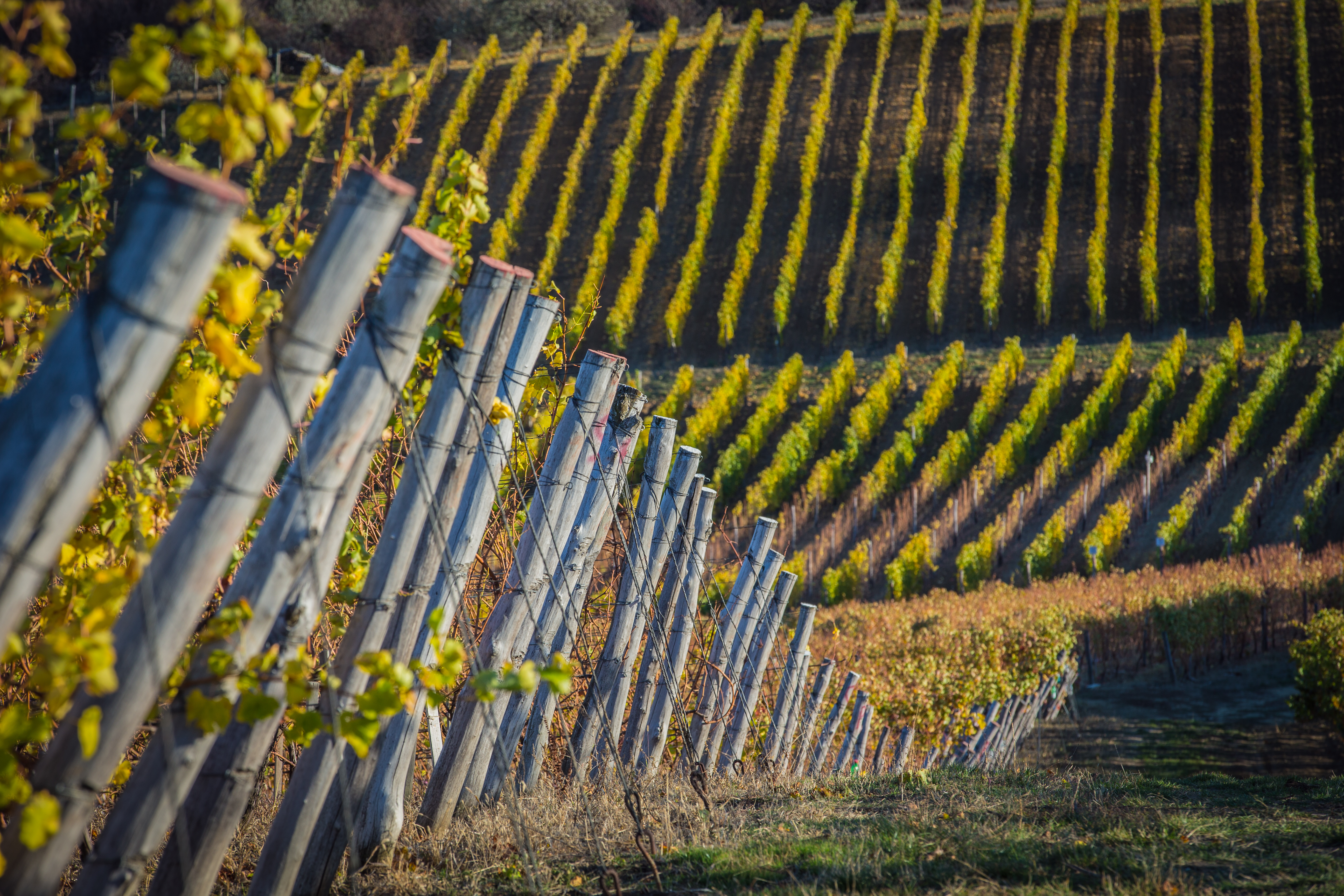
Vigne nella parte centrale del Paese

Chiusa fra Ucraina e Romania è la seconda più piccola fra le ex repubbliche sovietiche e la più densamente popolata. L'industria occupa il 20% della forza lavoro, mentre l'agricoltura oltre un terzo, vista la fertilità dei terreni.
Il PIL e l'Indice di sviluppo umano sono i più bassi d'Europa, ma entrambi questi dati hanno fatto registrare negli ultimi tempi un apprezzabile aumento. La debolezza economica ha spinto molti moldavi a emigrare; si calcola che siano circa un milione i moldavi residenti all'estero.
Il clima favorevolmente influenzato dalla prossimità del Mar Nero ne fa un'area ideale per l'agricoltura e l'industria alimentare che infatti contribuiscono per circa il 40% del PIL. Sul fertile suolo del paese vengono coltivati grano, mais, avena, tabacco, barbabietole da zucchero, soia e orzo; più marginali le produzioni di girasoli, nocciole, mele e frutta in genere. Buona diffusione hanno sia l'allevamento finalizzato alla produzione di carne sia la produzione di derivati del latte ed è diffusa l'apicoltura.
Notevole la produzione vinicola concentrata nella parte centrale e meridionale del paese; oltre a ottimi vini la Moldavia produce anche liquori e spumante.
Nel settore secondario (22% di addetti) le poche industrie esistenti (tessili, meccaniche, siderurgiche e chimiche) sono concentrate nella capitale e nelle città di Tiraspol, Belcy e Tighina (Bendery). Come le altre repubbliche ex sovietiche anche la Moldavia sta attraversando un periodo di evoluzione verso diverse strutture sociali e di mercato. La rilevanza del settore privato è gradualmente salita fino al 60% del PIL.
Il settore terziario (42,2% di addetti) è in fase di sviluppo, ma rimane debole.
Modesto è il sistema di comunicazione sia stradale (12000 km) sia ferroviaria (1100 km); le vie navigabili interne assommano a soli 42 km.
Dopo il conflitto russo-ucraino, nel 2023 il taglio delle forniture energetiche russe ha provocato un'ondata di 700.000 migranti ucraini e ha spinto l'inflazione al 30%.

### Banca centrale e valuta

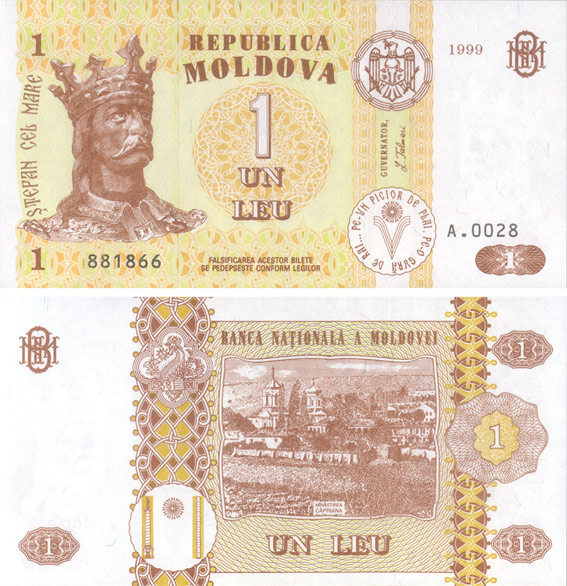
Leu moldavo, banconote

La "Banca Nazionale di Moldavia" è stata istituita nel 1991. A partire dal 29 novembre 1993 la valuta della Moldavia è il Leu moldavo (codice ISO 4217: MDL).

### Rapporti economici con l'Unione europea: l'Accordo di stabilizzazione e associazione
La Moldavia ha firmato l'Accordo di Associazione (29 novembre 2013) e di Libero Scambio ("DCFTA", 27 giugno 2014) con l'Unione europea. È stato ratificato dal Parlamento della Moldavia il 2 luglio 2014 e dal Parlamento della UE il 13 novembre 2014. Tale Accordo è entrato in vigore il 1º settembre 2014.
L'Unione europea e la Moldavia, che avevano siglato il DCFTA nel 2014, avevano già da tempo espresso la volontà di traghettare la Transnistria nell'area, attraverso la Moldavia, con cui era in vigore l'Autonomous Trade Preferences (ATP) per lo scambio di una quota di beni senza dazi. Ma Tiraspol aveva sempre sostenuto più volte di non essere interessata al DCFTA (in scadenza a fine 2015), ma di puntare invece all'ingresso nell'Unione economica eurasiatica a guida russa.
Essendo però la Transnistria un territorio 'incastrato' tra la Moldavia e l'Ucraina, tenuto conto della grave situazione economico-sociale in cui versa da alcuni anni (in qualità di sussidi circa 850 milioni di dollari ogni anno sono versati dalla Russia, pari a circa il 95% del proprio PIL), e contrariamente a proclami emessi in più occasioni, a dicembre 2015 ha perciò deciso di conformarsi alle richieste dell'Unione europea e della Moldavia, in cambio dell'estensione del DCFTA. Nell'arco di due anni (2016-2017) dovrà rimuovere i dazi sui prodotti europei, adeguarsi alle regole dell'Organizzazione mondiale del commercio in campi come la concorrenza, le norme doganali, la trasparenza nelle imprese, e introdurre l'IVA.

## Cultura e tradizioni nazionali

### Patrimoni dell'umanità
L'Arco geodetico di Struve è il primo sito della Moldavia iscritto, nel 2005, nella Lista dei patrimoni dell'umanità dell'UNESCO.

### I principali media
- Moldpres - News Agency statale, su moldpres.md.
- 24news.md - Ultime Notizie, su 24news.md. URL consultato il 14 aprile 2015 (archiviato dall'url originale il 17 aprile 2015).
- StireaZilei.md - Moldova news, su stireazilei.md. URL consultato il 24 maggio 2013 (archiviato dall'url originale il 31 agosto 2013).
- Stiri.md - News Aggregator per tutte le agenzie di news online, su stiri.md.
- Moldweb.eu - Aggiornamenti e news in lingua italiana, su moldweb.eu.
- jurnaltv.md - Giornale online, su jurnaltv.md.
- news.yam.md - Giornale online, su news.yam.md.

### La letteratura
In ambito letterario nel XIX secolo spicca la figura del poeta tardo-romantico Mihai Eminescu, (rumeno nato a Botoșani, nella regione storica moldava), e ancora di Vasile Alecsandri, scrittore, appassionato di canzoni folkloristiche romene e Ion Creangă, scrittore (nato nella regione storica di Moldavia della Romania), autore di novelle per ragazzi. Nel XX secolo si distinsero soprattutto il poeta Grigore Vieru che si occupò in particolare di libri per bambini, Ion Druta, scrittore (nato a Horodiste, Moldavia), Spiridon Vangheli, anch'esso scrittore e Eugenia Bulat, poetessa.

### La musica

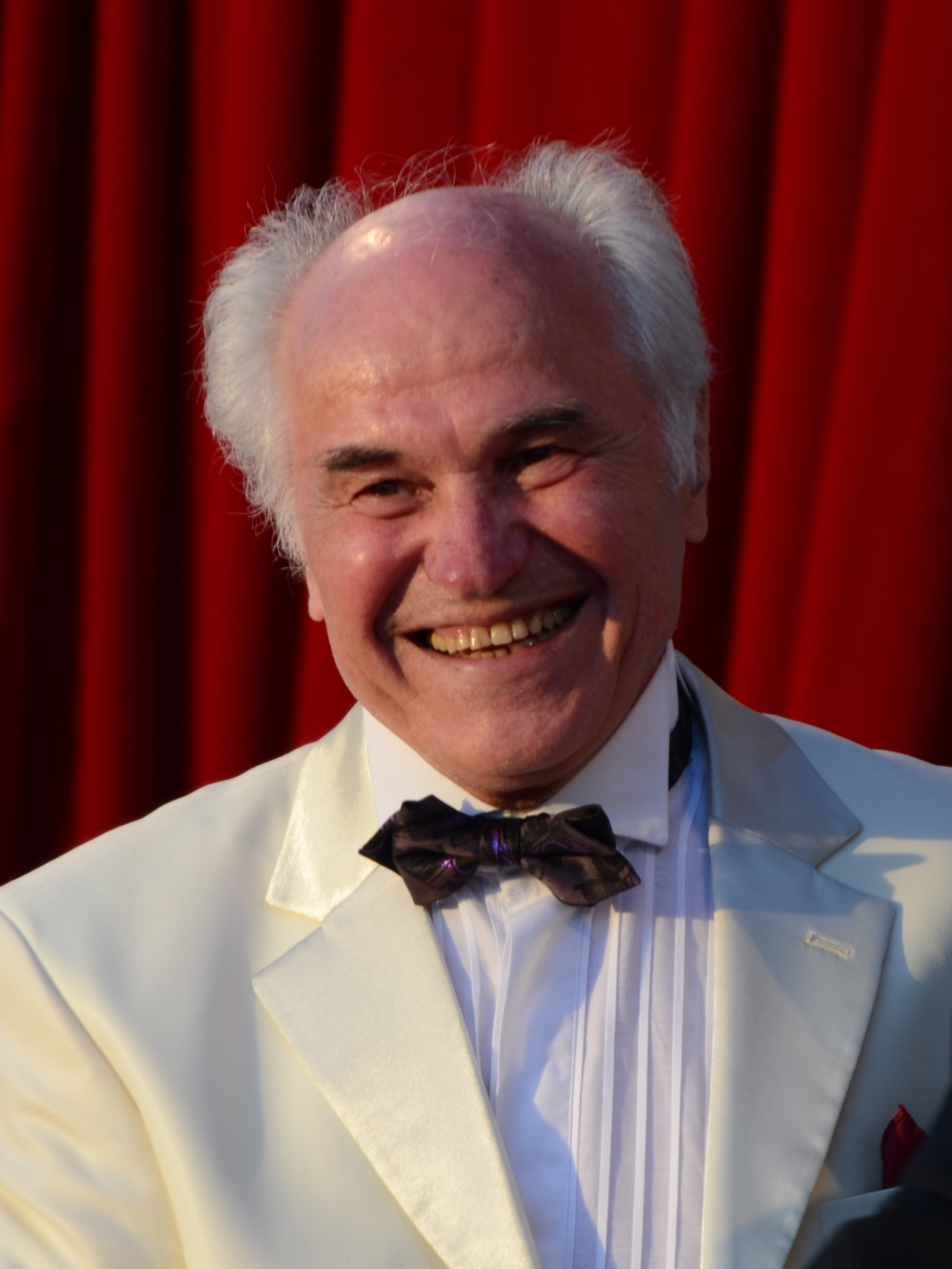
Il compositore Eugen Doga

Le Joc sono tipiche danze popolari. In ambito musicale molto noto il gruppo moldavo degli O-Zone in particolare per la canzone, pubblicata nel 2004, Dragostea din tei e ancora tra le cantanti spicca Natalia Barbu e noto compositore è Eugen Doga.

### Moldavia nello spazio
Il 15 luglio 2022 viene lanciato TUMnanoSAT, il primo satellite moldavo.

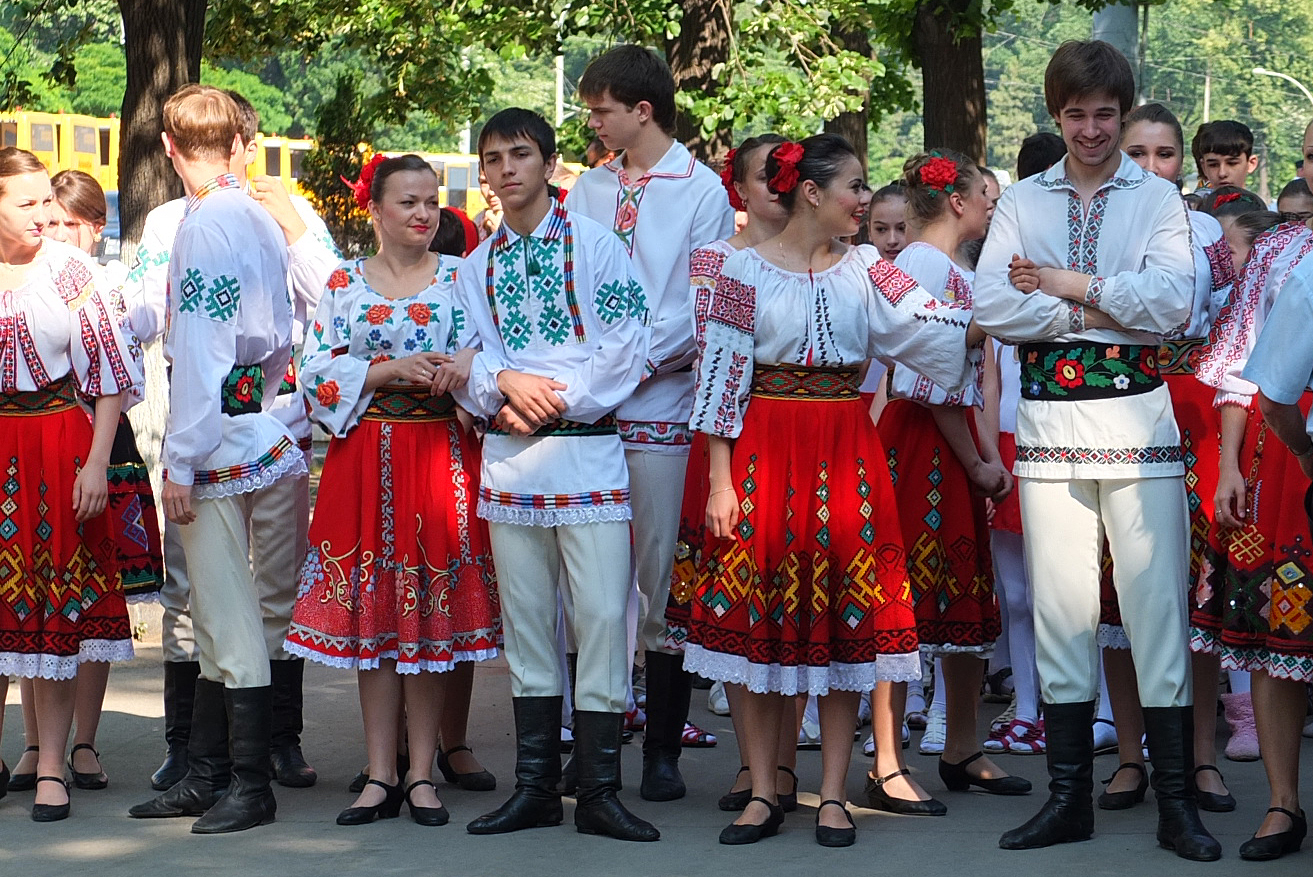
Costumi tradizionali della Moldavia

### Feste nazionali
| Data       | Nome                                    | Significato                                       |
| ---------- | --------------------------------------- | ------------------------------------------------- |
| 7 gennaio  | Natale                                  | Festa cristiana ortodossa                         |
| 14 gennaio | San Vasile                              |                                                   |
| 8 marzo    | Festa della donna                       |                                                   |
| 1º giugno  | Festa dei bambini                       |                                                   |
| 27 agosto  | Giorno dell'indipendenza della Moldavia | Festa nazionale: indipendenza dall'URSS, nel 1991 |
| 31 agosto  | Limba noastră (La nostra lingua)        | Giornata della lingua nazionale                   |

Il 31 agosto si celebra La nostra lingua, una festa con la quale si ricorda la riconquista del diritto alla lingua moldava nelle strutture statali e nell'insegnamento, il ritorno alla lingua madre scritta in caratteri latini, in sostituzione del russo e dei caratteri cirillici. Il 27 agosto 1989, il Fronte Popolare della Moldavia organizzò una manifestazione di massa a Chişinău, nota come la Grande Assemblea Nazionale, per far adottare dall'allora Repubblica socialista sovietica moldava una legge sulla lingua il 31 agosto 1989 che proclamava la lingua moldava scritta nella scrittura latina lingua di stato della MSSR.

### Gastronomia
La cucina moldava si basa principalmente su ingredienti tipo carne di maiale, pollame, tacchino, patate, legumi e vari cereali.

## Sport

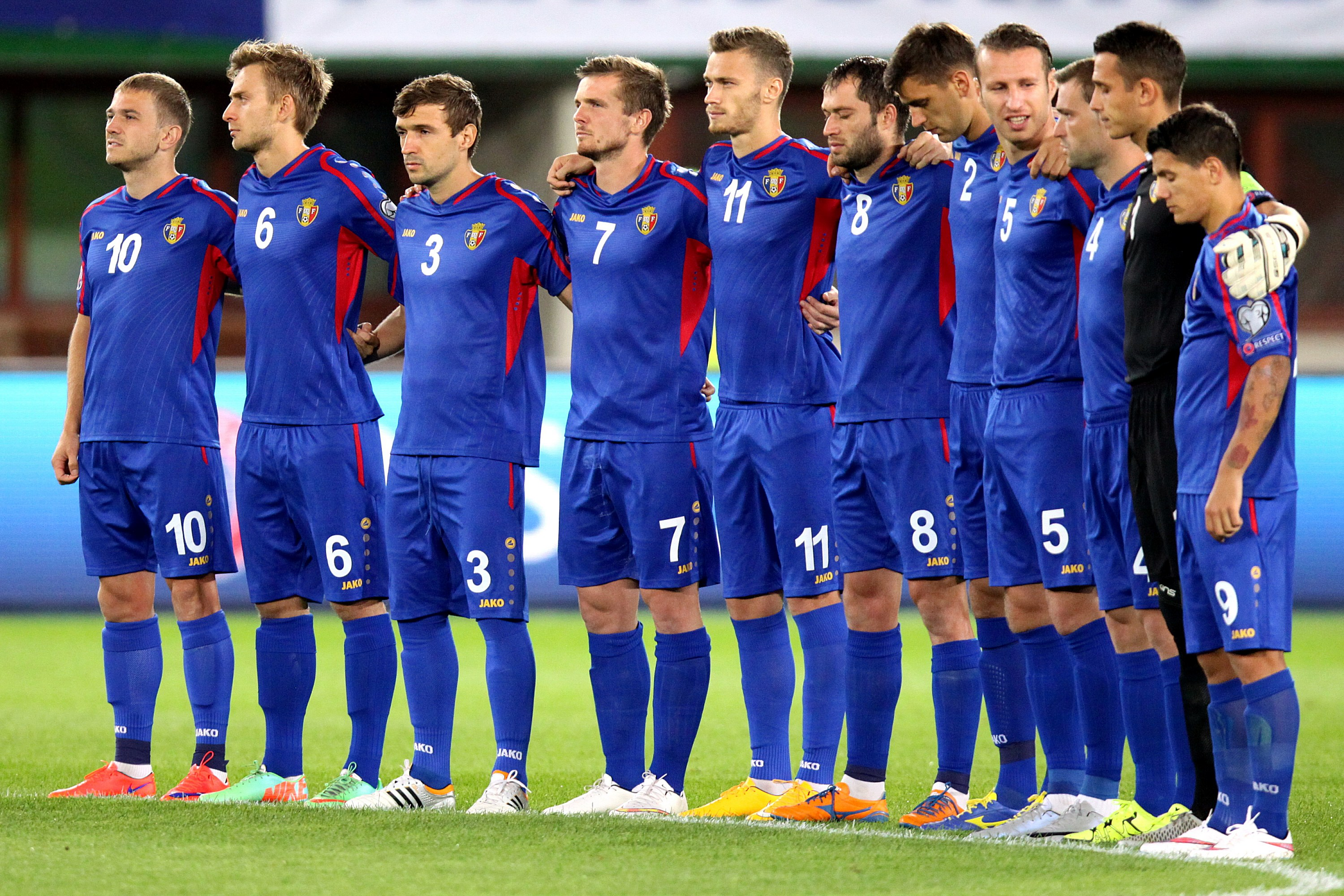
Nazionale di calcio della Moldavia

### Giochi olimpici
La Repubblica di Moldavia ha vinto le sue prime medaglie olimpiche ai Giochi olimpici di Atlanta 1996 con i canoisti Viktor Renejskij e Nicolae Juravschi che conquistarono il secondo posto (prima medaglia olimpica per la Moldavia) nella categoria C2 500 m e con Serghei Mureico che vinse il bronzo nella categoria 130 kg della lotta greco-romana

### Lotta
Nelle varie discipline sportive la Moldavia ha ottenuto vari risultati: ricordiamo, nel contesto, l'affermazione mondiale di Lukman Žabrailov, vincitore della medaglia d'oro per la Moldavia nel 1994 ai campionati mondiali di lotta disputatisi in Turchia. Sempre nella lotta la Moldavia ha conquistato la medaglia d'oro con Victor Ciobanu e Irina Rîngaci, ai mondiali di Oslo 2021.

### Calcio
Costituita nel 1991 dopo le vicende che fecero seguito alla scissione dell'URSS, la Nazionale di calcio della Moldavia ha, al momento, ottenuto in campo internazionale risultati modesti. Suo capocannoniere con 12 reti è Ion Nicolaescu. La Super Liga è il massimo livello del campionato di calcio moldavo. Vi partecipano attualmente 8 formazioni. La squadra più titolata è lo Sheriff Tiraspol con 21 titoli ed è la prima e unica squadra moldava ad essersi qualificata alla fase a gironi della Champions League nell'edizione 2021-2022.

### Esplicative
1. ↑  Dal giugno 2023 la costituzione moldava non parla più di "lingua moldava"[1][2][3]

### Fonti
1. ↑   Peter Roudik, Moldova: Romanian Recognized as the Official Language, su loc.gov, Law Library of Congress, 23 dicembre 2013. URL consultato il 13 giugno 2014 (archiviato il 28 dicembre 2019).
2. ↑   The text of the Declaration of Independence prevails over the text of the Constitution, su constcourt.md, Constitutional Court of Moldova, 5 dicembre 2013. URL consultato il 13 giugno 2014 (archiviato il 9 luglio 2014).
3. ↑   Chisinau Recognizes Romanian As Official Language, su rferl.org.
4. ↑  (EN) Resident population, as of January 1 by Years [collegamento interrotto], su statbank.statistica.md. URL consultato il 27 aprile 2019.
5. ↑  (EN) Population growth rate, su CIA World Factbook. URL consultato il 28 febbraio 2013 (archiviato il 4 maggio 2012).
6. 1 2 3 4  (EN) World Economic Outlook Database, April 2019, su IMF.org, Fondo Monetario Internazionale. URL consultato il 22 maggio 2019.
7. ↑   Tasso di fertilità nel 2011, su data.worldbank.org. URL consultato il 12 febbraio 2013 (archiviato il 23 febbraio 2013).
8. ↑   Moldavia e Moldova, su accademiadellacrusca.it.
9. ↑   Moldavia, in Treccani.it – Enciclopedie on line, Roma, Istituto dell'Enciclopedia Italiana.
10. ↑  (RO) Biroul Naţional de Statistică, Biroul Naţional de Statistică, su statistica.md. URL consultato il 2 gennaio 2019 (archiviato il 5 febbraio 2018).
11. ↑   EU awards Ukraine and Moldova candidate status, su BBC News, 23 giugno 2022.
12. ↑  (EN) Moldovan court rules official language is 'Romanian,' replacing Soviet-flavored 'Moldovan', su foxnews.com. URL consultato il 24 dicembre 2013 (archiviato il 16 ottobre 2015).
13. ↑  (EN) Constitutional Court rules that Romanian is official language of Moldova, su allmoldova.com. URL consultato il 24 dicembre 2013 (archiviato dall'url originale il 24 dicembre 2013).
14. ↑   Curtea Constituțională a Republicii Moldova (a cura di), CONSTITUȚIA REPUBLICII MOLDOVA (PDF), su presedinte.md. URL consultato il 7 novembre 2023.
15. ↑  (RO) Constitutia Republicii Moldova, su wipo.int, 24 marzo 2023,  p. 4. URL consultato il 7 novembre 2023.
16. ↑   Moldavia: il romeno lingua di stato, su balcanicaucaso.org.
17. ↑  V. Klyuchevsky, The course of the Russian history. v.1: "Myslʹ.1987, ISBN 5-244-00072-1
18. ↑   Storia della Moldavia nel Duecento e Trecento, su oocities.org. URL consultato il 15 maggio 2012 (archiviato il 26 marzo 2014).
19. ↑   Testo integrale nella traduzione in inglese, su en.wikisource.org. URL consultato il 3 maggio 2019 (archiviato il 25 aprile 2019).
20. ↑  (RO)  Horia C. Matei, "State lumii. Enciclopedie de istorie." Meronia, București, 2006, p. 292-294
21. ↑   Russia's Hostile Measures: Combating Russian gray zone aggression against NATO in the contact, blunt, and surge layers of competition, su rand.org, RAND Corporation, 2020, RR 2539. URL consultato il 27 febbraio 2021 (archiviato dall'url originale il 14 marzo 2023).
22. ↑   Dilip Ratha, Remittance flows to developing countries are estimated to exceed US$300 billion in 2008, su peoplemove.worldbank.org, 18 febbraio 2009 (archiviato dall'url originale il 23 febbraio 2009).
23. ↑   Information Campaign to Increase the Efficiency of Remittance Flows, su iom.int, International Organization for Migration, 9 dicembre 2008 (archiviato dall'url originale il 7 aprile 2014).
24. ↑   Carmen Fizesan, Supporting actions for Moldova's riot, su seventimes.ro, 8 aprile 2009. URL consultato il 9 ottobre 2013 (archiviato dall'url originale il 21 gennaio 2010).
25. ↑   The protest initiative group: LDPM is the guilty one for the devastations in the Chișinău downtown, su archive.omg.md, omg.md, 8 aprile 2009 (archiviato dall'url originale il 7 aprile 2014).
26. ↑   EU flags flying on the Presidency and Parliament, to calm the masses, su unimedia.info, 2 giugno 2009. URL consultato il 9 ottobre 2013 (archiviato dall'url originale il 23 ottobre 2013).
27. ↑   Moldovan referendum appears to flop on low turnout, in Reuters, 5 settembre 2010. URL consultato il 9 ottobre 2013 (archiviato dall'url originale il 22 dicembre 2015).
28. ↑   Moldova going to third election in two years, in BBC News, 28 settembre 2010. URL consultato il 30 settembre 2010 (archiviato dall'url originale il 30 settembre 2010).
29. ↑   Marian Lupu elected Head of Parliament, su allmoldova.com, allmoldova, 30 novembre 2010. URL consultato il 27 ottobre 2011 (archiviato dall'url originale il 4 gennaio 2012).
30. ↑   Nicolae Timofti finally elected Moldova President, in BBC News, 16 marzo 2012. URL consultato il 25 ottobre 2022 (archiviato dall'url originale il 25 ottobre 2022).
31. ↑  (EN) New Moldavan pro-European coalition formed, in European Forum. URL consultato il 25 ottobre 2022 (archiviato dall'url originale il 25 ottobre 2022).
32. ↑   Audit links local tycoon to $1bn Moldovan bank fraud, su intellinews.com, Business New Europe, 5 maggio 2015. URL consultato il 2 settembre 2015 (archiviato dall'url originale il 22 dicembre 2015).
33. ↑   Andrew Higgins, Moldova, Hunting Missing Millions, Finding Only Ash, in The New York Times, 4 giugno 2015. URL consultato il 10 marzo 2016 (archiviato dall'url originale il 6 novembre 2015).
34. 1 2   Moldovan prime minister Pavel Filip says 'last chance' to end national crisis, in The Guardian, Agence France-Presse, 26 gennaio 2016. URL consultato il 10 marzo 2016 (archiviato il 19 marzo 2016).
35. 1 2 3  (RO) Deutsche Welle, UE se autosesizează: Moldova se îndreaptă spre dictatură! [EU Will Discuss the Matter: Moldova moving towards dictatorship!], in Romania Curata, 16 febbraio 2016. URL consultato il 10 marzo 2016 (archiviato dall'url originale il 21 giugno 2018).
36. ↑   Deutsche Welle (www.dw.com), Pro-Russia candidate Igor Dodon to win Moldova presidential election | DW | 13 November 2016, in DW.COM. URL consultato il 1º maggio 2022 (archiviato dall'url originale l'11 aprile 2021).
37. ↑  (EN) Moldova Faces Turmoil as Court Outlaws New Govt, su Balkan Insight, 9 giugno 2019. URL consultato il 20 giugno 2019 (archiviato dall'url originale il 28 ottobre 2020).
38. ↑  (EN) Titlul III. Autoritățile publice, su presedinte.md. URL consultato il 20 giugno 2019 (archiviato dall'url originale il 26 ottobre 2020).
39. ↑  (EN) A Constitutional Crisis in Moldova Produces an Unexpected Alliance, su Fair Observer, 18 giugno 2019. URL consultato il 20 giugno 2019 (archiviato dall'url originale il 20 giugno 2019).
40. ↑  (EN) Patrick Kingsley, Moldova Had Two Governments. One Has Finally Resigned., in The New York Times, 14 giugno 2019, ISSN 0362-4331 (WC · ACNP). URL consultato il 20 giugno 2019 (archiviato dall'url originale il 26 novembre 2020).
41. ↑   Moldova's Constitutional Court overturns all of its decisions that led to political crisis in country in 5 mins, su en.interfax.com.ua. URL consultato il 20 giugno 2019 (archiviato dall'url originale il 7 novembre 2020).
42. ↑  (EN) Moldova election: Pro-EU candidate Maia Sandu wins presidency, in BBC News, 16 novembre 2020. URL consultato il 27 luglio 2021 (archiviato dall'url originale il 24 aprile 2021).
43. ↑  (EN) Moldova's pro-Russian prime minister Ion Chicu resigns, su euronews, 23 dicembre 2020. URL consultato il 27 luglio 2021 (archiviato dall'url originale il 16 luglio 2021).
44. ↑   Moldova Parliament Rejects Proposed PM, Bringing Elections Nearer, su balkaninsight.com, 25 marzo 2021. URL consultato l'11 aprile 2021 (archiviato dall'url originale il 15 agosto 2021).
45. ↑  (EN) Moldovan leader dissolves parliament, sets July elections, su France 24, 28 aprile 2021. URL consultato il 1º maggio 2021 (archiviato dall'url originale il 28 aprile 2021).
46. ↑   Moldova's president calls early election for July 11, su AP NEWS, 28 aprile 2021. URL consultato il 1º maggio 2021 (archiviato dall'url originale il 1º maggio 2021).
47. ↑  (EN) President Sandu's party wins landslide victory in Moldova's snap election, su intellinews.com, 12 luglio 2021. URL consultato il 27 luglio 2021 (archiviato dall'url originale il 27 luglio 2021).
48. ↑  (RO) Natalia Gavriliţa, noul prim-ministru al Republicii Moldova. Guvernul a fost învestit în funcţie cu 61 de voturi, su Adevărul. URL consultato il 6 agosto 2021 (archiviato dall'url originale il 6 agosto 2021).
49. ↑  (RO) Criză politică în Republica Moldova. Premierul Natalia Gavrilița a demisionat, su digi24.ro. URL consultato il 10 febbraio 2023 (archiviato dall'url originale il 10 febbraio 2023).
50. ↑   Moldovan government quits amid economic turmoil, Russia tensions, su Reuters. URL consultato il 10 febbraio 2023 (archiviato dall'url originale il 12 febbraio 2023).
51. ↑  (EN) The World Reacts to Russia's Invasion of Ukraine, su Lawfare, 24 febbraio 2022. URL consultato il 26 febbraio 2022 (archiviato dall'url originale il 25 febbraio 2022).
52. ↑  (EN) Nathan VanderKlippe, Moldova vows to seek closer ties with Europe despite fears of provoking Russia, in The Globe and Mail, 28 febbraio 2022. URL consultato il 28 febbraio 2022 (archiviato dall'url originale il 28 febbraio 2022).
53. ↑   With war on its doorstep, Moldova applies for EU membership, su Reuters, 3 marzo 2022. URL consultato il 3 marzo 2022 (archiviato dall'url originale il 25 giugno 2022).
54. ↑   European Council conclusions on Ukraine, the membership applications of Ukraine, the Republic of Moldova and Georgia, Western Balkans and external relations, 23 June 2022, su European Council, 3 marzo 2022. URL consultato il 24 novembre 2022 (archiviato dall'url originale il 22 novembre 2022).
55. ↑  https://www.ansa.it/sito/notizie/mondo/2024/10/21/il-si-allue-passa-per-un-soffio-tensione-in-moldavia_02737ec8-4b84-4b74-9238-f43f7c4362bb.html
56. ↑  Roma - Minority Rights Group
57. ↑   Davide N Carnevale, Cu Doamne ajuta : azione religiosa e trasfigurazione del politico nella Moldova ortodossa, in Religioni e società, XXXIV, 2019, DOI:10.19272/201931301014. URL consultato il 31 maggio 2020.
58. ↑   La mia Moldavia (PDF), su istitutocardarelli.gov.it. URL consultato il 29 maggio 2018 (archiviato dall'url originale il 30 maggio 2018).
59. ↑   Moldavia în cifre 2007, pag. 72 (PDF), su gov.gov.md. URL consultato il 7 maggio 2008 (archiviato dall'url originale il 5 dicembre 2008).
60. ↑  Fonte: http://www.presseurop.eu/it/content/news-brief/3714691-iurie-leanca-nominato-primo-ministro-ad-interim-della-moldavia
61. ↑  Moldavia, premier ad interim cerca nuova maggioranza
62. ↑   Audit links local tycoon to $1bn Moldovan bank fraud, su intellinews.com, Business New Europe, 5 maggio 2015. URL consultato il 2 settembre 2015 (archiviato il 22 dicembre 2015).
63. ↑   Andrew Higgins, Moldova, Hunting Missing Millions, Finding Only Ash, in The New York Times, 4 giugno 2015. URL consultato il 10 marzo 2016 (archiviato il 6 novembre 2015).
64. ↑   Bulletin Hebdomadaire Sentinelle 247 du 2010-12-12, su sfdi.org. URL consultato il 12 dicembre 2010 (archiviato dall'url originale il 24 dicembre 2010).
65. ↑   Pagina sulla Moldavia del Dipartimento di Stato USA, su travel.state.gov. URL consultato il 15 febbraio 2008 (archiviato dall'url originale il 16 febbraio 2008).
66. ↑   Articolo sulla Moldavia e sulla missione di osservazione elettorale del Parlamento europeo, su europarl.europa.eu (archiviato dall'url originale il 6 settembre 2009).
67. ↑  https://www.tgcom24.mediaset.it/elezioni-estero/moldavia-maia-sandu-vince-elezioni-presidenziali_89821046-202402k.shtml
68. ↑   Beda Romano, Le immense cantine di vino avvicinano la Moldavia all’Europa, su Il Sole 24 ORE, 28 agosto 2023. URL consultato il 29 agosto 2023.
69. ↑   Putin revoca il decreto sulla sovranità della Moldavia: cosa significa, su tg24.sky.it, 22 febbraio 2023.
70. ↑   Il Parlamento europeo approva l'accordo di associazione UE-Repubblica di Moldova, su europarl.europa.eu. URL consultato il 3 maggio 2019 (archiviato il 22 febbraio 2017).
71. ↑  https://www.piacenzasera.it/2019/09/alla-scoperta-delle-danze-moldave-antica-forma-di-arte-popolare/310401/
72. ↑  https://apolline-petit.com/moldova-launched-the-first-satellite-in-its-history-into-space